# Grand remplacement
Ne doit pas être confondu avec Migration de remplacement.
Le grand remplacement est une théorie complotiste d'extrême droite introduite en 2010 par l'écrivain français Renaud Camus — fondée davantage sur des impressions que sur des données démographiques réelles, biaisée par une défiance de nature xénophobe et raciste — qui affirme qu'il existerait en France un processus de substitution de la population française et européenne par une population non européenne, originaire en premier lieu d'Afrique subsaharienne et du Maghreb. Ce processus conduirait à un changement de civilisation soutenu, voire organisé, par une élite politique, intellectuelle et médiatique qualifiée de « remplaciste », qui maintiendrait à ce sujet une conspiration du silence et serait motivée pour ce faire par idéologie ou par intérêt économique.
De tels discours prennent racine dans l'antisémitisme sous la Troisième République et le nationalisme d'avant-guerre, qui visaient les Juifs, les Arméniens, les Italiens et les Maghrébins parmi d'autres communautés. Ces discours se prolongent jusqu'à nos jours à travers le néonazisme, et en viennent à cibler spécifiquement les musulmans avec la théorie du complot Eurabia introduite en 2005 par l'essayiste britannique Bat Ye'or, qui préfigure les thèses avancées cinq ans plus tard par Renaud Camus dans ses différents ouvrages.
L'expression « grand remplacement » est par la suite reprise notamment par l'extrême droite française, en particulier la mouvance identitaire, tandis que le discours de Renaud Camus est jugé complotiste par certains membres du Rassemblement national, dont Marine Le Pen. Divers partis politiques français reprennent l'idée générale d'un « grand remplacement » du peuple français, comme Debout la France et certains ténors des Républicains, sans toujours se référer explicitement aux thèses de Renaud Camus. Cette expression est particulièrement médiatisée en France courant 2021 à l'initiative du polémiste français Éric Zemmour en vue de la campagne pour l'élection présidentielle française de 2022.
Les principaux arguments de cette thèse, qu'ils soient démographiques ou culturels, sont réfutés par la quasi-totalité des spécialistes, qui récusent autant la méthode dont elle émane que la logique qui la sous-tend, car fondés davantage sur des impressions que sur des données démographiques réelles, biaisée par une défiance de nature xénophobe et raciste.
Les auteurs des attentats de Christchurch, d'El Paso, de Poway et de Buffalo en 2019 et 2022 étaient des partisans de cette théorie qui a été dénoncée comme potentiellement meurtrière. La remigration, concept qui lui est attaché, aurait pour la directrice de l'Institute for Strategic Dialogue et pour la journaliste Cécile Guérin des « implications d'épuration ethnique ». Renaud Camus se dit partisan de la non-violence, mais fut condamné pour des propos dont la justice a estimé qu'ils constituaient « une très violente stigmatisation des musulmans ».

## Définition

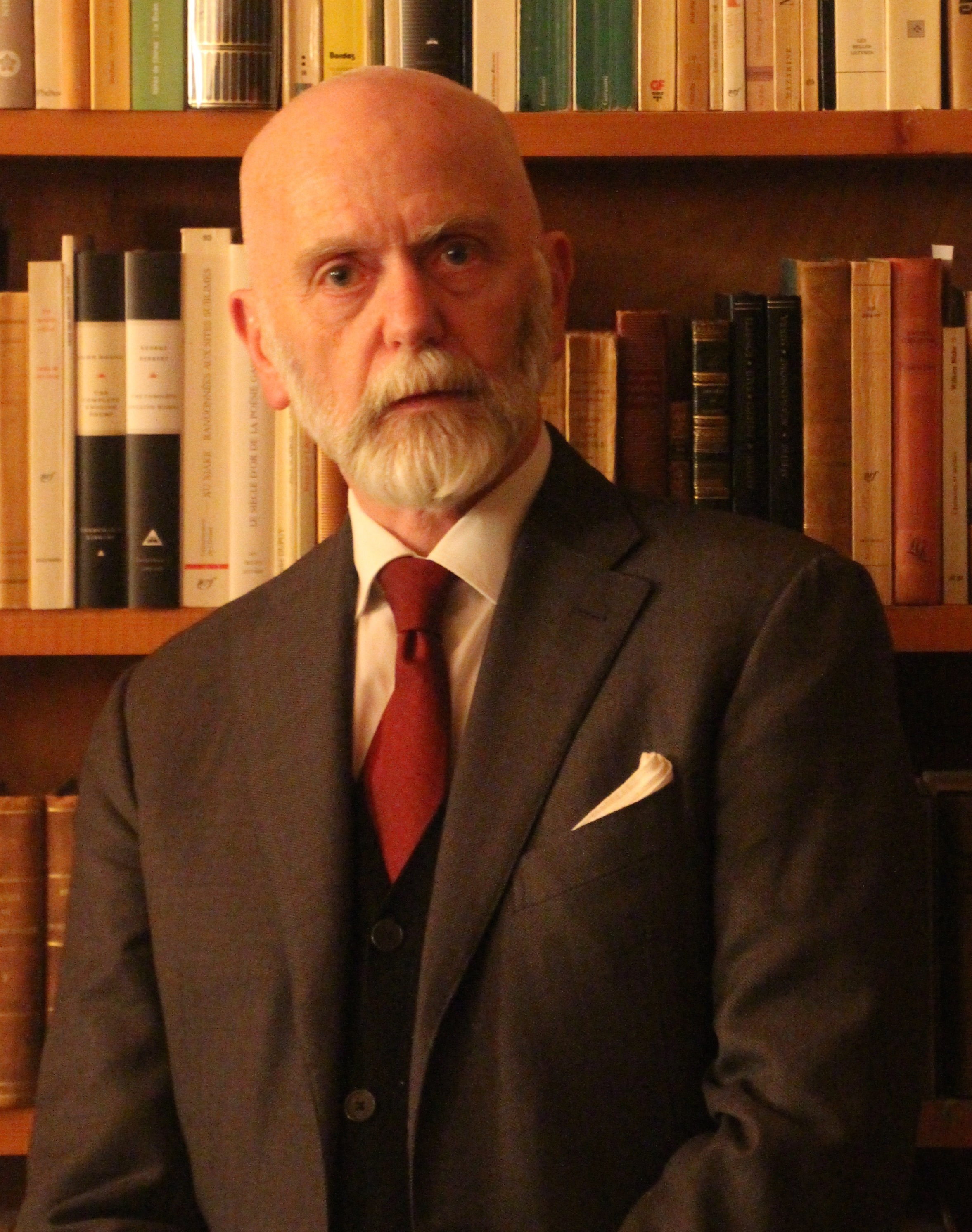
Renaud Camus, inventeur de la théorie du grand remplacement.

Le grand remplacement est une théorie conspirationniste d'extrême droite popularisée par l'écrivain Renaud Camus, généralement présenté comme son inventeur,,,,. Il énonce sa thèse dans le livre L'Abécédaire de l'in-nocence publié en 2010, et en fait le titre d’un autre ouvrage qu'il publie en 2011. Cette théorie est très populaire dans la mouvance identitaire de l'extrême droite. D'après cette vision, les Français « de souche » seraient évincés démographiquement par des peuples non européens, principalement issus des pays du Maghreb et de l'Afrique subsaharienne suivant un processus d'immigration de « peuplement » avec la bénédiction d’un « pouvoir remplaciste ». La rédaction numérique de RTL résume cette théorie : « les Noirs et les Arabes vont remplacer les Français « de souche » ; ils veulent saper la « civilisation » française ; il suffit d'ouvrir les yeux pour s'en rendre compte mais les élites nient cette réalité ».
Renaud Camus théorise l'idée qu'à la faveur de l'immigration et des différentiels de fécondité, les immigrés ou les Français issus de l'immigration tendent à devenir majoritaires sur des portions en expansion constante du territoire français métropolitain, et que ce processus doit conduire à une substitution de population au terme de laquelle la France cessera d'être une nation essentiellement européenne. Camus affirme que « le grand remplacement n'a pas besoin de définition » car ce ne serait « pas un concept » mais un « phénomène », déclarant : « Un peuple était là, stable, occupant le même territoire depuis quinze ou vingt siècles. Et tout à coup, très rapidement, en une ou deux générations, un ou plusieurs autres peuples se substituent à lui. Il est remplacé, ce n'est plus lui ». Il indique : « la proportion d'indigènes est encore assez haute parmi les personnes les plus âgées, mais elle va s'amenuisant spectaculairement à mesure qu'on descend dans l'échelle des âges. Tendanciellement, les nourrissons sont arabes ou noirs, et volontiers musulmans ». Le phénomène de « grand remplacement » aurait été favorisé par un « triple mouvement selon lequel le monde s'est à la fois industrialisé, déspiritualisé et décultivé ». Dans Le Changement de peuple (2013), Renaud Camus indique que le mondialisme et les préoccupations matérialistes ont façonné un « homme remplaçable, débarrassé de toute spécificité nationale, ethnique et culturelle », n'ayant plus de références patriotiques, historiques ou littéraires : cette « Grande Déculturation » aurait conduit à une « hébétude » généralisée qui fait qu'aucune réelle résistance ne s'organise contre la « colonisation de peuplement ».
Renaud Camus appelle aussi son concept le « remplacisme global ».
Il dit avoir choisi les termes de « grand remplacement » en référence à une citation de Bertolt Brecht selon laquelle, puisque le peuple ne peut pas changer le gouvernement, le plus simple, pour le gouvernement, est de changer le peuple,. Ce phénomène trouverait un soutien dans les politiques d'immigration nationales et européennes : il s'agirait d'un processus résultant d'une politique plus ou moins délibérée de la part d'élites souhaitant « disposer d'un homme remplaçable, pion sur un échiquier, délocalisable à merci »,. Après qu'une eurodéputée italienne d'origine zaïroise, Cécile Kyenge, a été nommée co-rapporteuse sur un dossier concernant l'immigration dans l'Union européenne, Renaud Camus déclare que cette désignation montre que le Parlement européen « nous hait, nous, les indigènes de ce continent, et qu’il veut notre mort ou notre asservissement ».
Pour Conspiracy Watch, le grand remplacement de Renaud Camus est la théorie que « le peuple français serait peu à peu remplacé par d'autres peuples porteurs de cultures inassimilables. Ce phénomène aboutirait d'ici peu à la destruction de l'identité française. Pendant ce temps, nos élites politiques, intellectuelles et médiatiques feraient tout pour accélérer ce processus qui prendrait place dans un plan plus vaste, une sorte de complot mondialiste destiné à saper les bases de notre civilisation ».

## Origines du concept

### Milieux nationalistes duXIXesiècle
Selon l'historien de l’immigration en France Gérard Noiriel, les textes alarmistes du style du grand remplacement annonçant la fin de la « race » et de la « civilisation » existent depuis la fin du XIXe siècle. Avant-guerre, les nationalistes en France et en Allemagne disaient que les Arméniens ou les Juifs menaçaient l’intégrité nationale puis, après la guerre, c'était au tour des Maghrébins. Pour lui, « à partir des années 1960 les arguments culturels et religieux ont remplacé les arguments biologiques, mais le discours du déclin national par leur faute demeure. Pourtant, dans aucun pays d’immigration les prédictions catastrophistes ne se sont concrétisées ».

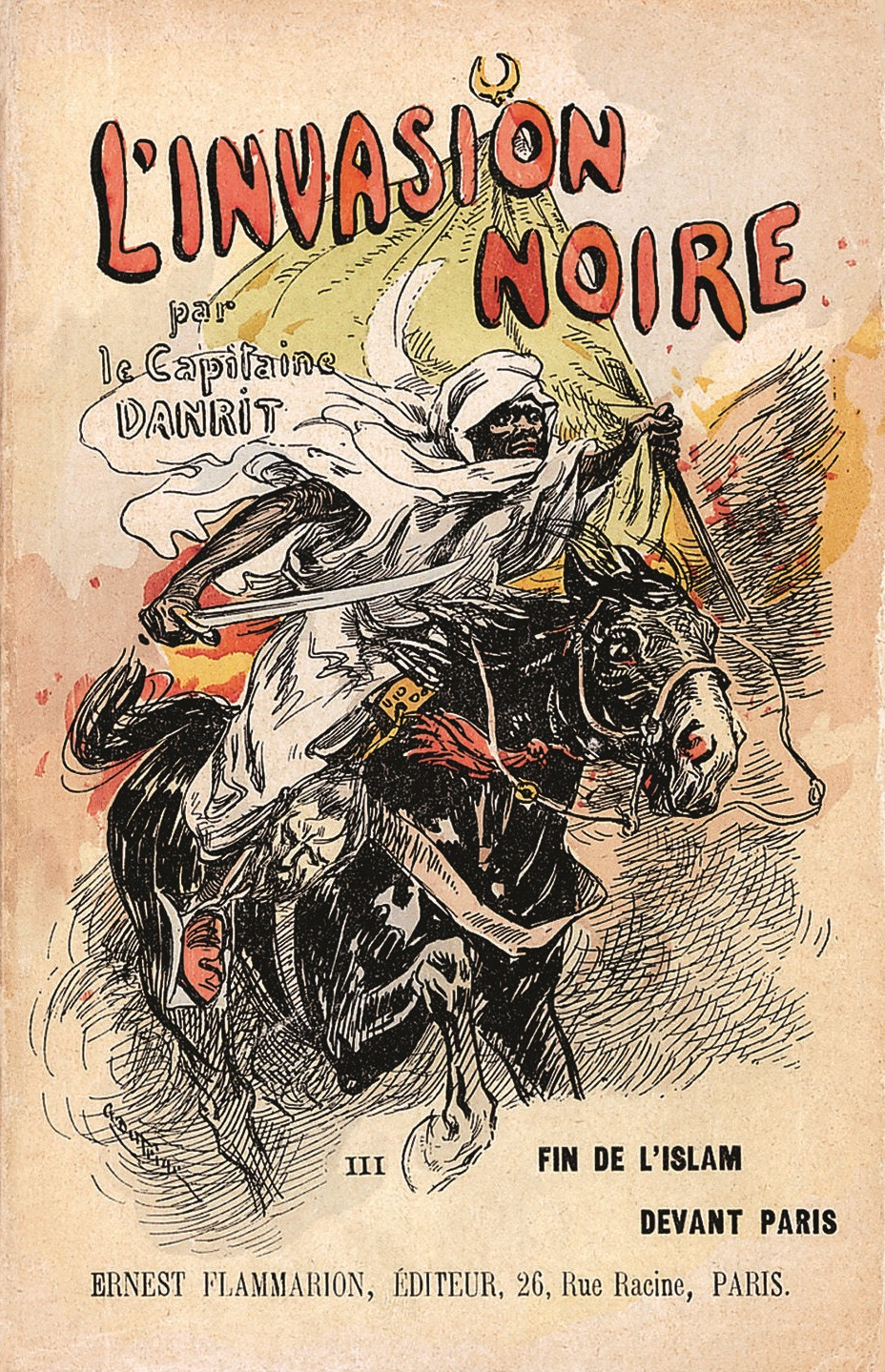
L'Invasion noire parue en 1894 se vend à des millions d'exemplaires en France.

Pour l'historien Pascal Blanchard, « l'idée du grand remplacement n'est pas une idée neuve » et on peut le faire remonter à l'époque de l'Empire colonial français au XIXe siècle où 80% des terres émergées et connues sont occupées par des grands empires, avec une hiérarchisation des races et l'idée que le métissage serait dangereux. Les natifs des colonies sont pourtant invisibles en métropole à cette époque sauf exception dans les expositions coloniales et les zoos humains. En 1894 le livre L'invasion noire du capitaine Danrit se vend à des millions d'exemplaires. Il décrit l'invasion de l'Europe par une armée d'africains noirs dirigé par des musulmans qui envahit l'Europe. Les affiches dans tout Paris ont une symbolique: « l'Islam va guider les masses noires qui vont venir envahir l'occident et nous détruire ». Selon Pascal Blanchard, il y a la veille de la Première Guerre mondiale « l'idée qu'il y a un danger à nos portes, qu'il faut se protéger et que nous n'en avons pas assez conscience ». Avec l'arrivée des troupes coloniales en 1914, naissent les premières théories complotistes de « traitres à l'intérieur des sociétés occidentales » qui accusent la gauche, les franc-maçons, les femmes ou les juifs, car « l'idée de dangerosité, d'un potentiel remplacement, elle s’associe toujours à "qui les accompagne ?" ».
L'historien Grégoire Kauffmann estime quant à lui que « cette vision cauchemardesque de la substitution d'un peuple à un autre désigne une peur inscrite de longue date dans l'imaginaire conspirationniste ». La théorie du grand remplacement serait le « décalque poussif d'une idée qui remonte à Édouard Drumont et Maurice Barrès ». Édouard Drumont, journaliste catholique et « pape de l'antisémitisme » expose sa vision dans le livre La France juive, qui devient « best-seller de l'année 1886 », se vendant à 65 000 exemplaires en moins d'un an. Édouard Drumont accuse les juifs de vouloir « détruire cette France d'autrefois qui a été si glorieuse pour la remplacer par la domination d'une poignée d'Hébreux de tous les pays ». Kauffmann fait l'analogie entre Juifs du XIXe siècle et les remplaçants de Camus et entre républicains de gouvernement et remplacistes. D'après L'Humanité, en 1901, les partisans d'Édouard Drumont dénoncent le grand remplacement « des Français par les… Italiens à Marseille ».
Pour l'historien Laurent Joly, synthétisant la pensée de l'auteur, c'est Maurice Barrès qui en 1900 a théorisé le concept du « grand remplacement », même s'il n'est pas l'inventeur de l'expression. Pour le politologue Patrick Weil, Maurice Barrès développe la théorie du grand remplacement après la loi de 1889 qui dispose que les enfants nés en France de parents étrangers deviennent Français à leur majorité. Maurice Barrès affirmait : « Aujourd'hui, parmi nous, se sont glissés de nouveaux Français que nous n'avons pas la force d'assimiler […] et qui veulent nous imposer leur façon de sentir. Ce faisant, ils croient nous civiliser ; ils contredisent notre civilisation propre. Le triomphe de leur manière de voir coïnciderait avec la ruine réelle de notre patrie. Le nom de France pourrait bien survivre ; le caractère spécial de notre pays serait cependant détruit »,,. Selon Sasha Polakow-Suransky et Sarah Wildman de Foreign Policy, Maurice Barrès fut « l’un des principaux propagandistes antisémites de l’affaire Dreyfus », et les « envahisseurs » dont il parle à cette époque sont les juifs, et non les musulmans. Dans les années 1920, l'industriel François Coty, directeur du Figaro, reprend à la une de son quotidien ce concept du grand remplacement: « Le Gouvernement occulte des Trois Cents […] qui constitue la véritable Internationale, a décidé de remplacer la race française en France par une autre race ; elle a réglé d'abord la destruction des vrais Français ; elle règle ensuite l'introduction des néo-Français »,.

### Milieux néonazis et thème du «complot juif»
Pour l'historien Nicolas Lebourg, « Renaud Camus n'a pas inventé cette expression ». « Le terme « grand remplacement » est bien de Renaud Camus, mais le thème n’est pas de lui ». Il considère également que « la thèse d’un changement de population […] vient initialement des milieux néonazis qui, à partir des années 50, voyaient là l’œuvre du complot juif pour instaurer une dictature ploutocratique mondialiste. Et appelaient donc à l’alliance avec l'URSS et/ou la Chine maoïste » ; le néonazi René Binet après la Seconde Guerre mondiale « appelle résistants et vétérans du front de l’Est à combattre ensemble l’invasion de l’Europe par les « Nègres » et les « Mongols » » donc les Américains et les Russes ; « puis se développe, dans les organisations internationales d’extrême droite, l’idée que l’immigration est le fruit d’un complot juif, visant à remplacer la race blanche par une humanité métisse vivant partout des mêmes marchandises. La dépénalisation de l’avortement donnera lieu à de semblables discours sur le génocide des petits enfants blancs par la « juive Veil » ». Pour Nicolas Lebourg, Renaud Camus a « vidé [la formule] de son antisémitisme pour l'intégrer au thème du choc des civilisations, ce qui lui a donné plus de visibilité », ainsi qu'au concept de remigration qui lui est attaché. Selon l'historien, Renaud Camus n’aurait fait qu’actualiser la thèse des néonazis remplaçant l'antisémitisme par l’islamophobie. La théorie néonazie d'un complot juif visant à détruire l'Europe par l'immigration était restée « très underground » et devient « mainstream » avec la mutation réalisée par Renaud Camus, qui lui enlève sa « causalité juive ».
Nicolas Bancel, Pascal Blanchard et Dominic Thomas expliquent que « l'antisémitisme et le racisme biologique hiérarchisant sont clairement des facteurs de marginalisation sociale » et affirment que le « mythe du « grand remplacement » n'a connu le succès qu'une fois disjoint de la notion de « complot juif » ». Ils analysent que l'antisémitisme des années trente est recyclé « dans une incroyable perversion » contre les musulmans, Arabes ou noirs, accusés d'être les artisans d'un prétendu grand remplacement. La lutte contre l'antisémitisme elle-même conduit à pointer du doigt les quartiers populaires et rejeter les « migrants postcoloniaux », certains faisant ainsi du « juste combat » contre l'antisémitisme le « pivot du refus de la France multiculturelle » dans un « curieux retournement de l'histoire ». Les auteurs concluent que « chacun s'invente un ennemi imaginaire et passe d'improbables alliances de survie ».
L'historien Stéphane François analyse de manière similaire la filiation historique du concept de Renaud Camus : « il y a […] l’idée, très présente chez [l]es groupuscules [d'extrême droite européenne], d’une volonté de la part des « élites » de provoquer une substitution ethnique des populations européennes : c’est ce qu’ils appellent « le grand remplacement ». Là encore, ce n’est pas vraiment récent : cette idée vient des milieux néonazis des années 1950, en particulier des militants français René Binet et suisse Gaston-Armand Amaudruz. On la retrouve toujours dans la mouvance identitaire et/ou néonazie. L’objectif supposé de ces élites, vues par ces militants comme immigrationnistes, serait de mettre en place un « génocide » lent des populations européennes. De fait, les différentes extrêmes droites s’inquiètent de l’avenir de la « race blanche » et combattent les politiques migratoires, sources de chaos social et de déclin civilisationnel, voire génétique ». Stéphane François décrit d'ailleurs une influence des thèses de René Binet, développées en 1950 dans Théorie du racisme, sur Dominique Venner et son magazine Europe-Action dans les années 1960. Les thèmes de Binet, parlant d'un « capitalisme métisseur » visant à une « barbarie uniforme », font écho à ceux d'Europe-Action, qui craignait une « invasion » algérienne en France après les accords d'Évian de 1962 et une « France occupée par vingt millions d'Arabes maghrébins et vingt millions de négro-Africains », avec l'argument que « le métissage systématique n’est rien d’autre qu’un génocide lent », ces termes eux-mêmes rappelant ceux employés par la suite par Renaud Camus. Jean-Yves Camus ajoute qu'Europe-Action a eu une influence considérable sur les mouvements euro-nationalistes et identitaires qui suivirent, en redéfinissant notamment le nationalisme sur la « race blanche » plutôt que sur l'État-nation. Domique Venner affirmait dès 1966 : « En France, l’immigration importante d’éléments de couleur pose un grave problème […]. Nous savons également l’importance de la population nord-africaine […]. Ce qui est grave pour l’avenir : nous savons que la base du peuplement de l’Europe, qui a permis une expansion civilisatrice, était celle d’une ethnie blanche. La destruction de cet équilibre, qui peut être rapide, entraînera notre disparition et celle de notre civilisation. ».

### Mouvance identitaire et ethno-pluralisme
L'historien Emmanuel Debono nuance sur son blog l'approche de Nicolas Lebourg en soulignant que la thèse du grand remplacement a été développée à partir de « différentes influences, renvoyant davantage à un héritage éclaté qu’à une filiation directe ». Pour lui, l'une des influences notables est celle de Maurice Bardèche, notamment à travers son texte Le racisme, cet inconnu, paru en septembre 1960 dans la revue néofasciste Défense de l’Occident, qui annonce que « la race blanche ne luttera plus pour sa prédominance économique ou politique, elle luttera pour sa survie biologique. […] Demain, ce ne sont plus les prolétaires et les capitalistes qui se disputeront les richesses du monde, ce sont les Blancs, prolétaires et capitalistes unis, qui auront à se défendre, eux, race minoritaire, contre l’invasion planétaire », et que « c'est là, au fond, l'élément entièrement nouveau qui explique l'anti-impérialisme du néo-racisme : toutes les races sont égales entre elles, aucune n'a de titre à s'installer en maître dans l'espace vital d'une autre race et la paix ne régnera sur le monde que lorsque chaque race aura réintégré le continent qui lui a été attribué par la nature », en référence aux positions de René Binet favorables à la décolonisation « au nom du principe de l’égalité des races et de leur droit à leur espace vital ».

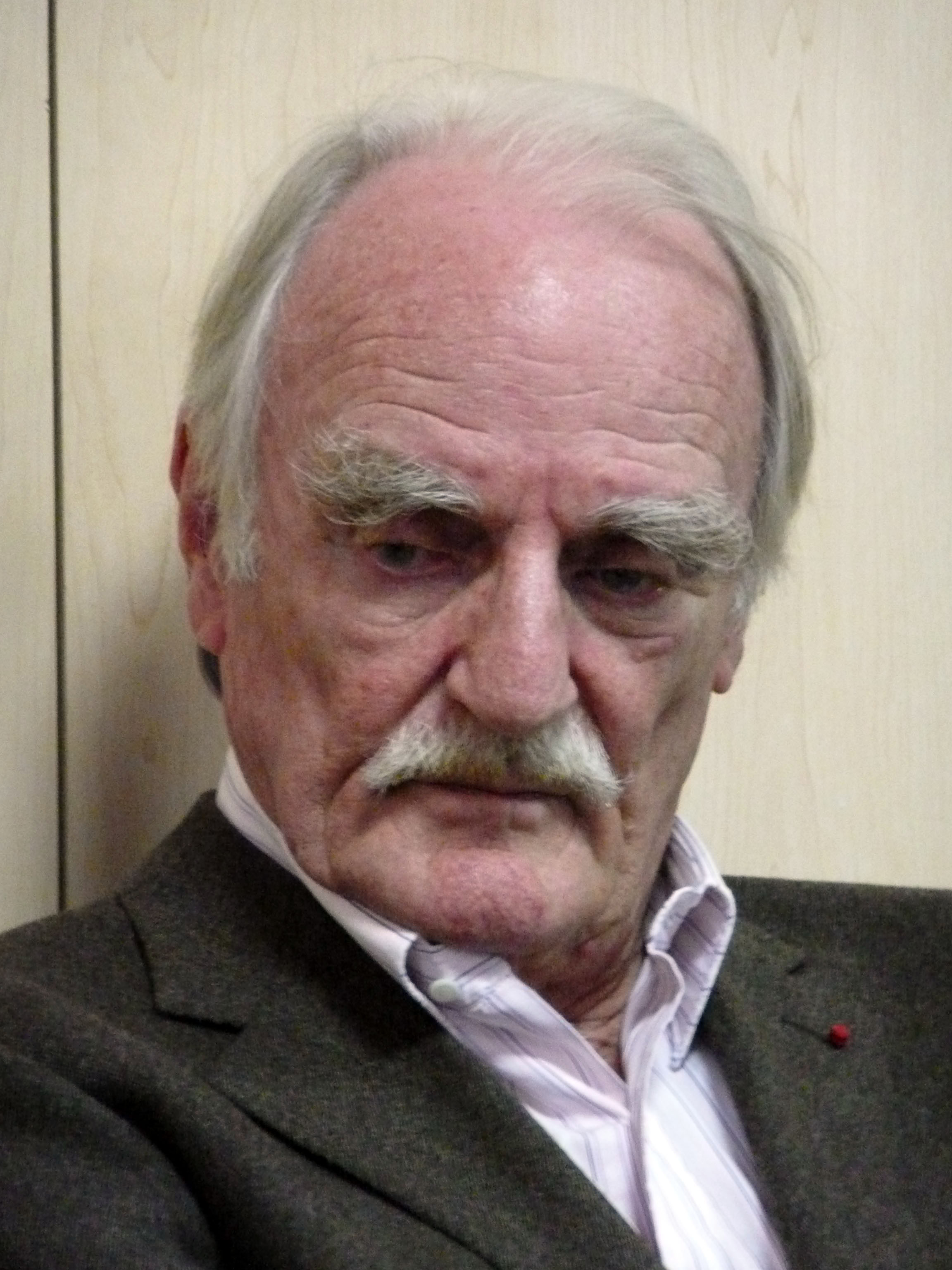
L’écrivain Jean Raspail, auteur du Camp des saints, publié en 1973.

Selon l'universitaire Pascal Durand, l'idée d’un processus de contre-colonisation silencieuse de la France par les populations immigrées, avait déjà été soulevé par Jean Raspail dans le « roman apocalyptique » Le Camp des saints, publié chez Laffont dès 1973. Dans son roman les migrants indiens sont dépeints comme des barbares qui dévastent tout sur leur passage allant jusqu’à tuer les ONG qui leur portent secours. Le terme utilisé est celui de « grande migration » qui débouche sur la fin de la « civilisation française ». En 1985, Jean Raspail devenu journaliste écrit dans Le Figaro Magazine un dossier intitulé « serons-nous encore français dans 30 ans ? » figurant en illustration une Marianne voilée. Les hypothèses et les chiffres de ce dossier sont analysées comme fantaisistes par le démographe Hervé Le Bras en 2022. Il devient cependant « un phare de l'extrême droite » et Valeurs actuelles le qualifie de « prophète » 30 ans après.
Valérie Igounet établit elle aussi un lien entre le thème du grand remplacement et ce livre, qui veut dénoncer non pas « ces foules de la misère qui, un beau jour, ne peuvent résister à la tentation du « paradis » » et dont « l'invasion » provoquera « la fin de l'homme blanc », mais « ceux qui, dans nos sociétés, publiquement ou en secret, consciemment ou inconsciemment, travaillent à la décomposition, au désarmement moral et spirituel de la civilisation. » Selon l'historienne, l'ouvrage est devenu au fil du temps une référence au sein de l'extrême droite française et internationale. Valérie Igounet cite aussi l'ouvrage du militant néonazi Gerd Honsik, qui dénonce en 2005 un prétendu « plan Kalergi » visant à remplacer les peuples blancs, et qui se déroulerait dans le cadre d'un complot juif mondial.
Concernant les origines lointaines du concept de « grand remplacement », LCI indique en mars 2019 que « les spécialistes de l'Histoire des droites extrêmes ne trouvent guère de consensus » et cite en exemple l'historienne Valérie Igounet, qui énonce que « certaines personnes ont cité cette théorie avant Camus mais c'est bien lui qui l'a popularisée » et que « l'association de ces deux mots a fait mouche dans un contexte français particulier, et ce de manière très récente ».

### Théorie du complotEurabia
Pour le sociologue Yannick Cahuzac, spécialiste de l'extrême droite sur Internet, la théorie développée par Camus se rapproche par certains aspects d'une autre théorie du complot, Eurabia, développée en 2005 par l'essayiste Bat Ye'or. Pour Cahuzac, « le rejet de l'immigration, particulièrement de l'immigration dite musulmane, s'articule sur les sites les plus radicaux sous les traits de la théorie du complot Eurabia, faisant de l'immigration arabo-musulmane un plan des élites pour arabiser — et aujourd'hui islamiser — l'Occident. Cette théorie rencontre un certain écho dans l'idée du « grand remplacement » théorisé par Renaud Camus, une idée par ailleurs commune dans l'extrême droite depuis 40 ans ».

Le sociologue Raphaël Liogier, dans son livre Le Mythe de l'islamisation : essai sur une obsession collective, établit également un lien entre Eurabia et le grand remplacement, qu'il définit comme 

« la variante la plus fabuleuse d'un processus d'islamisation qui conduirait à l'« islamo-substitution », le remplacement complet de la culture et du peuple européens, avec le soutien actif et continu d'une classe politique visant dans l'Hexagone, en particulier depuis Valéry Giscard d'Estaing et surtout depuis François Mitterrand, à détourner la France d'elle-même (mais les sociaux-démocrates en Allemagne et les travaillistes au Royaume-Uni auraient fait le même travail de sape dans leurs pays respectifs). L'alliance du gauchisme et du capitalisme aboutirait à ce « Grand Remplacement », dépossession identitaire totale des Européens. Les trois vecteurs du capitalisme transnational, du gauchisme altermondialiste et de l'islam « en expansion infinie » se compléteraient dans la recherche de l'hégémonie totale, la « pantocratie ». »

 Renaud Camus est selon lui l'un des nombreux intellectuels ayant participé à diffuser et banaliser cette thèse, Eurabia ayant été Initialement confinée à quelques groupes extrémistes.

## Une théorie complotiste, racialiste, raciste et xénophobe

### Une théorie complotiste
Pour Rudy Reichstadt, activiste et créateur du site internet Conspiracy Watch, « que le visage de la France change est une évidence », mais l'idée d'une « substitution d'un peuple par un autre composé de populations musulmanes d'origine extra-européenne » lui « apparaît comme beaucoup plus discutable ». Et il estime qu'« on passe au fantasme complotiste », lorsqu'« on envisage ces transformations démographiques comme le produit d'un « plan », d'un « projet » patiemment mis en place depuis des décennies ». Selon Conspiracy Watch, le grand remplacement prend appui sur l'inquiétude de certains « de ne plus être chez eux dans leur propre pays » et certains évoquent « une sorte de complot mondialiste destiné à saper les bases de notre civilisation ». Commentant l'annonce de la nomination de Cécile Kyenge, Italienne d'origine congolaise, comme rapporteuse du Parlement européen sur les migrations en Méditerranée, Camus se demande s'il n'a pas eu tort de se défendre « d'être un complotiste ». Selon Rudy Reichstadt et Valérie Igounet, Renaud Camus « s’est ingénié à récuser le procès en complotisme qui a pu lui être fait ». Ainsi, il a déclaré à un journal italien : « Personne n’est à l’origine de ce projet. […] Je crois surtout à la force de gigantesques mécanismes historiques, économiques et idéologiques et même ontologiques au sein desquels les institutions et les hommes ne sont que des engrenages parmi tant d’autres ». Les deux auteurs estiment que, pour Renaud Camus, le changement de peuple dont seraient responsables les élites « ne procède pas nécessairement d’un complot au sens où l’on se le représente communément », mais constitue dans la logique qui est celle de Renaud Camus une « conspiration du silence proprement « criminelle » ». Renaud Camus écrit par ailleurs que la politique européenne « a consisté, depuis quarante ans, à changer radicalement la population du continent sans qu’il soit jamais question de cela ouvertement, sans que les indigènes soient mis au courant de ce qui se tramait contre eux et sans qu’une seule fois on leur ait demandé leur avis. Le pouvoir où qu’il soit leur a toujours tout caché, dans ce domaine. Il continue, et leur cache tout […] Je me suis beaucoup défendu d’être un complotiste, récemment. Je me demande si je n’ai pas eu tort ». Il a également déclaré en 2018 que « La théorie de la « théorie du complot » est une invention des comploteurs pour faire croire qu’il n’y a pas de complot, pas d’intention, pas de plan, pas de projet économico-politique, et pour décourager les investigations, la réflexion, le réveil, la sortie de l’hébétude organisée ».
Selon le politologue Pierre-André Taguieff, « le nouveau Front national s'est montré à la fois séduit et prudent » face à la thèse du grand remplacement. Taguieff décrit le cœur de la thèse de Renaud Camus comme étant une substitution de population, et il estime que, « dans la vision remplaciste », s'ajoute à cette thèse, présentée comme descriptive, une « thèse conspirationniste qui consiste à attribuer aux élites « remplacistes » la volonté de réaliser le projet du « grand remplacement » ».
D'après Le Monde, la théorie du « grand remplacement » se « fixe » sur une crainte d'un déclin démographique, mais sa « version complotiste » théorise que les élites faciliteraient volontairement un processus de « colonisation ». Concernant cet aspect « plus complotiste » de la théorie, Les Décodeurs du Monde ajoutent que le grand remplacement s'effectuerait avec la complicité d'un « pouvoir remplaciste » — les « élites dirigeantes capitalistes » appelées les « mondialistes » — qui mettrait en place volontairement une immigration massive pour construire un « homme nouveau « débarrassé de toute spécificité nationale, ethnique et culturelle », et donc « échangeable » et « délocalisable » à merci pour les besoins de l’économie mondialisée,. Selon Conspiracy Watch, la thèse du grand remplacement « confine au racisme », car prétendant que même si on est né en France, que l'on y a passé toute sa vie et que l'on parle le français on ne peut pas devenir vraiment français. Renaud Camus et ses partisans proposent comme solution d'exiler les Français d'origine étrangère vers leur pays de naissance ou celui de leurs parents, grands-parents ou même arrière grands-parents. Le grand remplacement « est formellement contredit par les scientifiques » utilisant « des chiffres fantaisistes ou des comparaisons abusives », comparant l'immigration aux invasions barbares. Enfin, selon lui, « prétendre que les immigrés se substituent aux Français est une vision de l'esprit car, en réalité, les immigrés viennent s'ajouter aux populations déjà présentes et finissent par s'y fondre ».
Arrêt sur images pose la question suivante concernant le concept de grand remplacement : les politiciens « remplacistes » dont parle Renaud Camus ont-ils abdiqué face à un phénomène qu'ils n'ont pas su ou voulu contrôler, ou bien ont-ils fait venir des immigrés extra-européens pour détruire le peuple « autochtone » ? Arrêt sur images a interrogé deux spécialistes de l'extrême droite et estime que « la ligne Camus-Identitaires n'est pas très claire ». Jean-Yves Camus déclare : « Quand on se réfère au livre Le Grand remplacement, la définition que Camus donne à sa théorie est le fait qu'il y ait un peuple, et qu'en une ou deux générations, il soit remplacé par un ou plusieurs autres peuples. C'est une définition à la fois très simple est très imprécise, mais qui ne semble pas mettre d'agent derrière le Grand remplacement. » Cette analyse de Jean-Yves Camus est cependant « nuancée » par Nicolas Lebourg, qui déclare : « Renaud Camus joue sur les mots : d'un côté, il dit qu'il n'est pas complotiste ; d'un autre, il parle de « pouvoir remplaciste. » »
Le sociologue Raphaël Liogier estime que Renaud Camus promeut la thèse Eurabia du complot musulman contre l'Occident, initialement confinée à quelques groupes extrémistes puis banalisée par quelques écrivains, dont Camus lui-même, dans son livre Le Grand Remplacement. La thèse Eurabia prédit que la « civilisation arabo-musulmane » fera la conquête de l'Europe avec la complicité des élites européennes, ouvrant leurs frontières méditerranéennes en échange de pétrodollars, avec in fine l'acceptation de l'islamisation.
Pour le journaliste Laurent de Boissieu, l'idée de « grand remplacement » de Renaud Camus est une théorie du complot car ce remplacement est « « organisé » par le pouvoir politique et non subi ». Pour Éric Dupin, journaliste, chargé de cours à Sciences Po Paris, qui collabore à Slate.fr, et pour qui le concept de « Grand Remplacement » a inévitablement une « connotation complotiste », le « grand remplacement » est « l'expression paniquée, hostile et outrancière d'une réalité qui ne peut cependant être tue ».

### Une théorie racialiste, raciste et xénophobe
Selon les historiens Nicolas Bancel, Pascal Blanchard et le sociologue Ahmed Boubeker, « le mythe du grand remplacement va de pair désormais avec le fantasme du « grand départ » des immigrés issus des pays non européens et de leurs enfants ». Pour eux, « l'annonce d'une guerre civile est implicite dans la théorie du "grand remplacement" », qui désigne « un processus culturel — le déclin des "valeurs occidentales" au profit de l'islam — et biologique — le "grand remplacement" de la population française blanche sous les coups de boutoir des immigrations postcoloniales. La complicité des élites intellectuelles et politiques de gauche — cosmopolites et internationalistes par culture — et parfois de droite — dévouées par intérêt à l'extension d'une mondialisation capitaliste favorisant l'immigration — aurait encouragé ce processus qui menacerait désormais l'identité même de la France. Cette thèse est extrême — et si simpliste qu'elle est accessible à tous — en ce qu'elle valide une définition raciale de la nation. Ses tenants se livrent à un calcul délirant ».
D'après le journaliste Laurent de Boissieu, « la spécificité [de la théorie] est d'être racialiste (la couleur de peau comme élément identitaire). C'est d'ailleurs pourquoi l'opposition aux thèses de Renaud Camus est philosophique (essentialisme, réductionnisme et matérialisme biologiques vs existentialisme humaniste) avant d'être politique (quelle politique migratoire ?) ».
Marianne qualifie Renaud Camus de « propagandiste » d'un « thème raciste depuis longtemps véhiculé par l’extrême droite », thème repris par une partie du Front National, car « le courant identitaire prend le dessus sur la critique économique et sociale », et Renaud Camus en intègre le SIEL, parti satellite du FN en 2015 « pour mieux peser sur ses orientations idéologiques ». La rédaction numérique de RTL la résume en trois points : « les Noirs et les Arabes vont remplacer les Français de « souche » ; ils veulent saper la « civilisation » française ; il suffit d'ouvrir les yeux pour s'en rendre compte mais les élites nient cette réalité ». Le Lab souligne quant à lui plus l'aspect cultuel, sans mentionner de participation active des élites : « Le « grand remplacement » est une idéologie qui désigne le « remplacement » supposé en cours des Français blancs et chrétiens par une immigration extra-européenne, particulièrement maghrébine et subsaharienne, de religion musulmane ». Mediapart estime que le grand remplacement est une idéologie raciste, « potentiellement meurtrière qui renoue avec les pires aveuglements de la catastrophe européenne » et que « la scène inaugurale de cette radicalisation s’est jouée il y a quinze ans, avec la parution de La Campagne de France (Fayard, 2000), réquisitoire contre « l’idéologie dominante antiraciste » »,.
Selon Laurent de Boissieu, le grand remplacement est une théorie d'extrême droite racialiste : Camus postule en effet l'existence de « races » humaines et évoque un « génocide par substitution, crime contre l’humanité du XXIe siècle », une « seconde Carrière d’Adolf Hitler », et ajoute qu'« un premier génocide (celui des juifs) a tant embarrassé la langue et la pensée qu’elles n’offrent plus aucune défense contre un second (celui des blancs) ». Comme le spécialiste français de l’extrême droite Jean-Yves Camus, Laurent de Boissieu estime que Renaud Camus n'appelle pas à la violence et au terrorisme. Renaud Camus souhaite l'« heureuse conservation » de toutes les « races », « sans atteinte à aucune ». Mais le journaliste estime qu'appeler à une « double libération », celle d'une « colonisation » et celle d'une « occupation étrangère » comme le fait Camus, « peut être en soi perçu comme un appel à la violence ». Laurent de Boissieu rappelle les attentats de Christchurch, dont le suspect a rédigé un manifeste appelé « The Great Replacement » et évoqué une « invasion de la France par des non-blancs ».
Jean-Yves Camus considère lui que « le tireur est beaucoup plus extrême que Renaud Camus » et que les idées du terroriste australien sont plus liées aux écrits de Jean Raspail qu’à la théorie du grand replacement. L'historien Nicolas Lebourg estime que si Renaud Camus affirme que sa théorie ne prépare pas à la violence, les terroristes d'extrême droite arrêtés en 2017 « justifiaient eux leur projet par le fait que seule la terreur pouvait provoquer une remigration réelle. Est-ce qu’un courant politique, ce sont ses textes ou sa pratique ? […] La conséquence de l’adhésion à l’idée de "grand remplacement", c'est celle de la "remigration". […] Au niveau militant, l'idée, partagée par Brenton Tarrant, que la race blanche est en train de mourir, constitue un mythe mobilisateur : face à l’apocalypse, tous les moyens sont licites. » Lebourg accuse Renaud Camus de se « laver les mains » des « conséquences logiques » de ses positions qui conduisent d'autres que lui-même à agir à sa place. Renaud Camus se défend en affirmant que « la remigration est faite pour éviter le bain de sang », mais il ajoute : « J’appelle à la décolonisation. La décolonisation, ça peut être Gandhi ou Ben Bella. Je préférerais que ce soit Gandhi […] Cela dit, si la seule alternative est la soumission ou la guerre, eh bien ce sera la guerre ». Renaud Camus avait été condamné pour provocation à la haine ou à la violence en 2014, ayant qualifié les musulmans de « voyous », de « soldats », de « bras armé de la conquête » ou encore de « colonisateurs » cherchant à rendre « la vie impossible aux indigènes ». La justice a estimé que ces propos constituaient « une très violente stigmatisation des musulmans ». Concernant la remigration, Sasha Havlicek, directrice générale de l’Institute for Strategic Dialogue et Cécile Guerin, chercheuse dans cet institut et journaliste, appellent à « redoubler de vigilance face à la résurgence et à la normalisation insidieuse de rhétoriques extrémistes aux implications d’épuration ethnique ». Pour la démographe Michèle Tribalat, « l'idée de remigration est moralement problématique et politiquement impraticable ».
Selon Louis-Georges Tin, président du Conseil représentatif des associations noires de France, « le thème du « grand remplacement » relève de l’incitation à la haine raciale », cette thèse complotiste « est aujourd'hui un mobile pour terroristes » et « est en soi une incitation à la violence, à la haine et au terrorisme. Car s’il est vrai qu’il y a un complot pour "remplacer" les blancs par les noirs, les chrétiens par les musulmans, ne faut-il pas s’en défendre par tous moyens ? » Il condamne Alain Finkielkraut qui a un discours ambigu à son sujet. Il souhaiterait que la loi inclue cette thèse parmi les thèmes incitant à la haine raciale.
Pour l'historien Nicolas Lebourg, après les attentats du 11 septembre 2001, la thèse d'un grand remplacement organisé par les Juifs diffusée internationalement par René Binet évolue, ses partisans lui enlevant « l'argumentaire antisémite » pour en faire « un mythe mobilisateur raciste et islamophobe ». Dans Un racisme imaginaire: La querelle de l'islamophobie, l'essayiste Pascal Bruckner cite l'historien Enzo Traverso : « l'islamophobie joue pour le nouveau racisme le rôle qui fut jadis celui de l'antisémitisme », c'est-à-dire le refus de l'immigré, perçu comme un envahisseur inassimilable, et Pascal Bruckner affirme : « On est là dans la théorie du Grand Remplacement […]. Il faut à toute force que l'islamophobie remplace ou même supplante l'antisémitisme, lequel finit par lasser par son caractère toujours renaissant. » Selon l'historienne Valérie Igounet, la théorie semble désormais « vidée de son antisémitisme ». Le HuffPost et France Info qualifient le grand remplacement de « théorie conspirationniste et islamophobe »,,.
L'essayiste Hakim El Karoui rapproche le racisme de l'idéologie du grand remplacement et celui de l'idéologie nazie, y voyant seulement un changement de cibles, les musulmans remplaçant les juifs : « on pourrait parler d'un « antisémitisme anti-musulman », les arabes étant des sémites comme les autres ». Un reportage de la chaîne Public Sénat qualifie la théorie du grand remplacement de « thèse conspirationniste antimusulmane ».
Pour l'historienne Valérie Igounet, la théorie du grand remplacement relève aussi de la xénophobie, dans son « rejet de l'étranger non-blanc et non-caucasien ». Selon l'universitaire Louis-Georges Tin, il est indiscutable que la théorie découle d'une logique « xénophobe ». Hakim El Karoui parle d'une « régression xénophobe », et de nombreux journalistes qualifient la théorie de xénophobe,,,,,.

## Argumentation et revue critique de la théorie
Les principaux arguments de la théorie de Camus, développés également par ses partisans, s'appuient sur des éléments démographiques, voire génétiques, mais également culturels et cultuels, qui sont critiqués par la quasi totalité des analystes et universitaires.

### Analyse démographique

#### Théorie, ressenti et chiffres
Le livre de Renaud Camus repose sur des impressions, sans appui sur des données démographiques réelles. Des tentatives de justification ont été émises a posteriori par ses partisans. Ces tentatives ont donné lieu à des critiques sur plusieurs points, d'abord sur les estimations données, puis sur l'analyse de celles-ci.
Selon Frédéric Joignot, du journal Le Monde, les arguments démographiques des partisans de la théorie utilisent des statistiques plus ou moins fondées sur la réalité (estimation des populations « allochtones extra-européennes », nombre de naturalisés par an…). Mais, citant les chiffres de l'INSEE, le journaliste estime que le « grand remplacement démographique » est un fantasme. Il dénombre 5,3 millions de personnes « nées étrangères dans un pays étranger », soit 8 % de la population française. 1,8 million d'entre elles viennent de l’Union européenne, ce qui fait 3,5 millions d'immigrés extra-européens, dont 3,3 millions du Maghreb, d’Asie ou d’Afrique subsaharienne, qui représentent 5 % de la population. Cela rend d'après Joignot impossible l'idée d’une « contre-colonisation » comme évoquée par Camus, d'autant que certaines « études » circulant dans la blogosphère de droite sont « totalement fantaisistes ». Les Décodeurs estiment également que les chiffres « contredisent l'essentiel de la thèse ». Les migrants extra-européens et leurs descendants représentent à peine 12 % de la population française, et Les Décodeurs affirment donc qu'on est « très loin d'un remplacement ».
Rue89 parle « d'une vision du monde raciste et paranoïaque », l'Obs de « plongée dans les entrailles délirantes de la pensée renaud-camusienne » avec des partisans qui parlent de « génocide » car « l’ONU et l’UE organisent la disparition des peuples », et pour l'AFP et Le Journal du dimanche, la théorie du grand remplacement de Camus découle d'observations personnelles extrapolées au niveau national, « une vision du monde non démontrée sortie de son imagination » et un mépris des chiffres des agences officielles,,.
Selon Libération, qui rapporte les conclusions d’une étude de l'INSEE du 13 octobre 2015, 5,3 millions d’immigrés vivaient en France en 2008, dont 3,3 millions nés hors d’Europe auxquels s'ajoutent 6,7 millions de descendants directs d’immigrés, dont 3,1 millions d’origine africaine et asiatique, ce qui porte le total à 6,4 millions de personnes d’origine extra-européenne qui représentent donc 10 % de la population. S'agissant du flux d’arrivants permanents, il est, selon l’OCDE, à 260 000 personnes par an en 2013, soit environ 0,4 % de la population et une partie de ces entrants ne reste pas en France, Libération affirmant ainsi que « de là à évoquer un « changement de peuple », il y a donc un pas », d’autant plus que selon la même étude de l'INSEE, si entre 2006 et 2013 le nombre d'entrées d’immigrés a augmenté, le nombre de leurs départs a augmenté bien plus fortement. Le démographe Hervé Le Bras estime que la différence entre ceux qui arrivent et ceux qui quittent la France est passée de l'ordre de 70 000 à 40 000 à partir de 2008, et il en conclut : « on est loin d'une invasion ». Il note aussi que la fécondité des femmes en Algérie ou au Maroc était de 6 enfants en 1985, alors qu'elle est de 2,4 enfants en 2015.
Pour Jean-Christophe Dumont, chef de la division des migrations internationales à l'OCDE, le fait qu'il y ait plus de minorités visibles n'a « rien à voir avec la politique migratoire actuelle, l'Europe ou la mondialisation », mais est la conséquence des politiques migratoires pour utiliser une main-d’œuvre étrangère jusqu'au premier choc pétrolier. Par ailleurs, la France est actuellement le pays occidental avec les flux de migration les plus bas. Ainsi, avec « moins de 250 000 entrées permanentes en 2012, dont 100 000 Européens, le nombre d'immigrés qui s'installent durablement en France représente moins de 0,4 % de la population totale, contre une moyenne de 0,6 % dans l'OCDE ».
Sébastien Fontenelle reproche à Renaud Camus de se prononcer sur les taux de natalité sans se reposer sur aucune donnée précise, mais, au contraire, sur des impressions subjectives. Ainsi l'écrivain affirme, tout en précisant qu'il ne peut l'évaluer, que « les musulmans représentent donc, en proportion, une partie sans cesse croissante (mais jamais sérieusement évaluée) de la population. Or cette proportion croît d’autant plus, et d’autant plus vite, que selon toute apparence (même si c’est impossible à vérifier) leur taux de reproduction est plus élevé que celui de la plupart des autres parties de la population ». D'après L'Obs, la fécondité des femmes immigrées étant de 2,73 enfants par femme (en 2010), pour une fécondité de 1,86 enfant pour les femmes sans lien avec l'immigration, « la différence est trop faible pour peser significativement sur la moyenne nationale ». Et selon Hervé Le Bras, « les femmes descendantes d'immigrés, qui ont eu accès à l'éducation et au monde du travail, rejoignent la moyenne avec 1,85 enfant par femme ».
Pour la démographe française Michèle Tribalat, directrice de recherche à l'INED, connue pour ses prises de position tranchées sur l'immigration et souvent citée par l'extrême droite, « la pression démographique pourrait se maintenir pendant un bon moment dans de nombreux pays, notamment ceux de l’Afrique subsaharienne. Le peuplement européen aura le temps de changer au point de devenir méconnaissable, avant qu'un assèchement des flux migratoires n'intervienne »,. Elle affirme que parmi les moins de 18 ans dans les communes de plus de 10 000 habitants, la proportion de jeunes d'origine étrangère était de 15 % à la fin des années 1960 et qu'elle s'est depuis « considérablement accrue ». Cette proportion dépasse en 2015 les 37 % dans les communes de 30 000 habitants ou plus. Selon elle, ce sont des faits « bien tangibles » qui doivent être reconnus sous peine de ruiner « la confiance nécessaire au fonctionnement démocratique ». Mais elle affirme aussi que si l'idée du grand remplacement « est seulement numérique et vise essentiellement les musulmans qui deviendraient très vite majoritaires en France, nous sommes loin du compte ». Pour elle, cette thèse est populaire grâce à son « sens figuré qui évoque l’effondrement d’un univers familier que vit, ou craint de vivre, une partie de la population française : disparition de commerces, et donc de produits auxquels elle est habituée, habitudes vestimentaires, mais aussi pratiques de civilité, modes de vie ». Elle rappelle que « Renaud Camus ne se fonde pas sur les statistiques pour appuyer l’idée de grand remplacement. Il ne leur accorde aucun crédit et préfère se fonder sur les perceptions communes, ce qui l’amène à écrire pas mal de bêtises ».
D'après le rapport publié par la division de la Population des Nations unies en 2000 La migration de remplacement : une solution contre la baisse et le vieillissement des populations ?, l’immigration permet d’enrayer la baisse de la population mais ne permet pas de contrer le vieillissement démographique. Selon le démographe François Héran, ce rapport a servi d'argument de type « mythe démographique » à l'extrême droite sur Internet pour appuyer la théorie complotiste du grand remplacement.

#### Portrait des immigrés et descendants en étrangers inassimilables

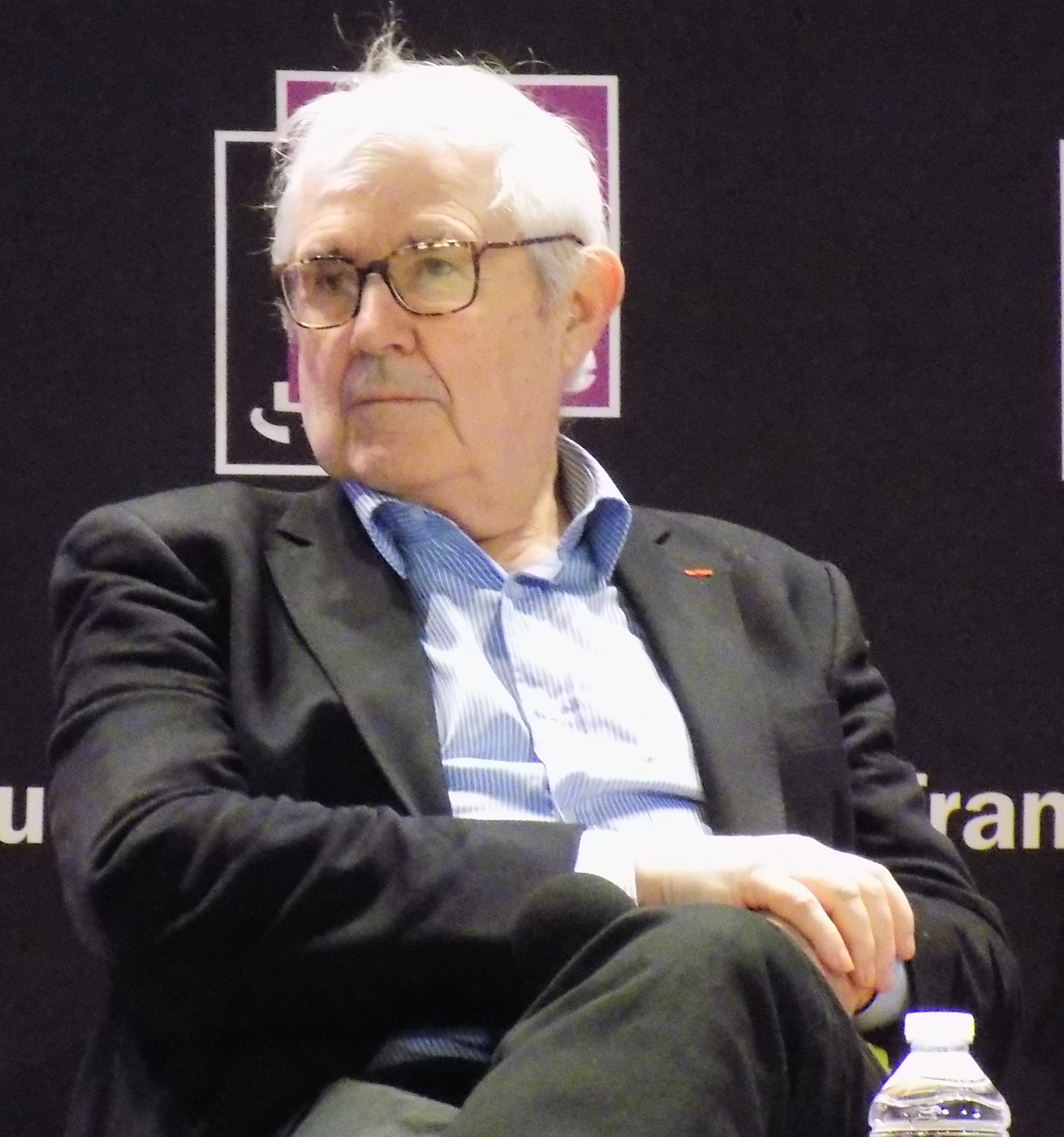
Hervé Le Bras, opposé à la théorie, considère qu'on assiste plutôt à un métissage généralisé qu'à un remplacement de population « qui a déjà eu lieu, au moins depuis le Néolithique ».

Hervé Le Bras, très critique envers les méthodes et discours de Tribalat,, considère le grand remplacement comme une « sinistre farce » qui dure depuis des décennies. Selon lui, « parler d’immigrés de seconde ou troisième génération est une contradiction dans les termes. Ils ne migrent plus, ils sont français. On les désigne comme une espèce de « cinquième colonne », comme s’il s’agissait d’ennemis intérieurs ». Pour lui, considérer les descendants d’immigrés nés de mariages mixtes comme des « allogènes extra-européens » est une « théorie raciste », comparable à la One-drop rule pour les Noirs de la ségrégation américaine ou pour les Juifs pendant l'Occupation, où un seul ancêtre les condamnait à être considérés comme des « inférieurs ». De plus, Hervé Le Bras considère que « le grand remplacement a déjà eu lieu, au moins depuis le néolithique ». Selon lui, la mixité en France est telle que, sur la base de 40 % de nouveau-nés d'origine étrangère en 2012 (sur trois générations), même en cas d'arrêt total et immédiat de l'immigration, seuls 1,7 % des nouveau-nés dans trois générations n'auraient aucun ancêtre immigré au 5e degré (arrière-arrière-arrière grand-parent). La notion de « deux peuples », l'un immigré, l'autre non immigré, n'a donc aucun sens dès que les unions mixtes sont fréquentes ; il n'y a selon Hervé Le Bras qu'un seul peuple « mélange d'une quasi-infinité d'ascendances diverses ». Selon Hervé Le Bras, on assiste en France, comme dans les pays comparables, à « un métissage généralisé » puisque « selon les chiffres de l’Insee de 2013, 40 % des naissances avaient un parent ou un grand-parent d’origine étrangère ». Selon le démographe, « on peut dire effectivement que la population française d'origine va être remplacée par une population mixte. Mais ce n'est pas ce que dit le grand remplacement, qui pense qu'on va être remplacé par d’autres, différents de nous. Le grand remplacement, effectivement, c’est celui de Français de plusieurs générations par des Français qui ont du sang étranger, par le métissage ». Les Décodeurs posent la question de l'identification des « remplaceurs » dans la théorie du grand remplacement : « Un parent maghrébin suffit-il à être classé dans les "remplaceurs" ? Et un grand-parent ? ».
Selon Pascale Breuil, chef d'unité des études démographiques et sociales de l'INSEE, c'est la logique elle-même des partisans du « grand remplacement » qui est un problème : il est difficile d'opposer ou de définir les « allogènes » et les « indigènes ». La moitié des descendants d'immigrés viennent de couples mixtes, et 64 % de ceux-ci ont un conjoint qui n'est ni immigré ni descendant d'immigré, et 99 % parlent français avec leurs enfants. De plus, on ne peut définir jusqu'où il faudrait remonter dans l'histoire pour être considéré comme français, ce qui rend la notion de « substitution de peuple » très floue.
Pour François Héran, ancien directeur de l'Institut national d'études démographiques, la théorie du grand remplacement c'est « convertir les origines nationales en données raciales. La cible devient les « non-Blancs ». » Il considère les extrapolations de Renaud Camus comme des « billevesées », l'augmentation de la population française de 20 millions d'habitants depuis la guerre étant due pour un tiers au baby boom, pour un tiers à l'augmentation de l'espérance de vie et pour un tiers à l'immigration qui n'est pas uniquement extra-européenne. Dans Avec l'immigration, François Héran démontre que les enquêtes de l'INSEE et de l'INED qui documentent la part de l'immigration en prison révèlent l'absence de fondement de la théorie du « grand remplacement » de la population par les migrations non-européennes. Le Monde affirme que tous les arguments des démographes « plaident pour une soutenabilité de la migration africaine vers l'Europe, dans les années à venir » et que lorsque « l'Afrique aura atteint un seuil de développement suffisant », la « volonté d'émigrer » sera plus grande. Mais ce sera une hausse, absolument pas une « invasion », François Héran précisant que « les immigrés subsahariens installés dans les pays de l'OCDE pourraient représenter en 2050 non plus 0,4 % de la population, mais 2,4 % ». Il récuse aussi l'idée « que les populations se « déversent » mécaniquement des pays à forte fécondité vers les pays à faible fécondité ».
Le socio-démographe Patrick Simon considère que le sujet est surtout lié à la ségrégation urbaine : le grand remplacement est une théorie acceptée par l'extrême droite et même par la droite, parce que les immigrés défavorisés doivent vivre malgré eux dans des ghettos où aucun Français ne veut habiter. Selon lui, la plus grande menace vient de l'instrumentalisation politique : « En associant immigrés et « remplacement », on désigne les Français de l'immigration comme des envahisseurs. Cela fait que, partout où ils vivent, même quand ils sont minoritaires, on en fait un danger potentiel ».
Pour l'historien des idées Daniel Lindenberg, le « grand remplacement » occupe une place importante dans le « catéchisme néo-réactionnaire » : « on discute doctement de la réédition de Mein Kampf, tandis que des discours délirants portés par la vague complotiste qui déferle sur Internet sont en libre circulation. Le spectre du « Grand Remplacement », qui prolonge celui en vogue dans la décennie précédente d'une « Eurabie » soumise à la charia, hante beaucoup d'esprits. L'idée qu'il puisse y avoir une nation française qui ne soit pas de toute éternité, blanche et chrétienne, mais un creuset toujours en fusion, est insupportable à la droite « décomplexée » et à ses intellectuels organiques. Si ces derniers ont de nombreux points de désaccord entre eux, ils se retrouvent comme un seul homme (ou une seule femme…) pour refuser l'égalité réelle des citoyens français entre eux. Tel est le noyau dur de leurs convictions. Ils ne le disent pas ouvertement, mais leurs sarcasmes incessants stigmatisant l'antiracisme, ce « totalitarisme du XXIe siècle », sont suffisamment éloquents ».
Pour Jean-Yves Camus, spécialiste de l'extrême droite, cette thèse consiste effectivement à dire « qu'une partie de la population française n'est pas vraiment française. Ce seraient des Français de papier », ce qui est contraire au discours politique officiel du Front national, selon lequel, si on s'assimile, « on peut venir de partout et être Français. » Pour Jean-Christophe Dumont, chef de la division des migrations internationales à l'OCDE, la présence de minorités visibles « n'a rien à voir avec la politique migratoire actuelle, l'Europe ou la mondialisation » : elle est la conséquence des politiques migratoires menées pour faire venir de la main-d'œuvre étrangère jusqu'au premier choc pétrolier, il est donc « insidieux de faire le mélange entre les immigrés et leurs enfants qui sont Français et ont été éduqués à l'école de la République », une partie de ces enfants étant également issue de couples mixtes.

#### Critique deLa Ruée vers l'Europede Stephen Smith
Dans La Ruée vers l'Europe, Stephen Smith affirme que « 20 à 25 % de la population européenne » sera « d'origine africaine » d'ici trente ans ; « l'Europe va s'africaniser. […] C'est inscrit dans les faits ». Pour Julien Brachet (IRD/Oxford) et Judith Scheele (EHESS/Oxford), les prédictions de Smith en ce qui concerne les flux migratoires sont « totalement invraisemblables » et son ouvrage ressemble « à une vaine tentative de légitimation de la théorie complotiste du « grand remplacement » prêchée par les idéologues d'extrême droite ». Le sociologue François Héran contredit la thèse que l'Europe serait constituée de 25 % d'immigrés subsahariens en 2050. En effet, selon lui, les économistes savent depuis longtemps que plus un pays est pauvre et moins ses habitants ont les ressources nécessaires pour migrer dans des pays lointains, et il affirme que l'hypothèse de Stephen Smith de l'augmentation à brève échéance du niveau de développement de l'Afrique subsaharienne à l'égal de celui du Mexique est irréaliste. Il rappelle également que « l’Afrique émigre moins que l'Amérique centrale, l'Asie centrale ou les Balkans »,. Héran estime que Smith a commis des erreurs factuelles et méthodologiques et conclut que « s'il faut craindre une « ruée », ce n'est pas celle des étrangers venus du Sud pour transformer l'Europe en « Eurafrique », mais celle qui consiste à se jeter sur la première explication venue ou à s'emparer précipitamment de métaphores outrancières pour frapper l'opinion à bon compte ».

### Argument du dépistage néonatal de la drépanocytose invalidé
La drépanocytose est une maladie génétique qui peut toucher tout le monde, mais qui est surtout présente chez des populations plus à risque d'Afrique, d'Amérique du Sud, des pays méditerranéens ainsi que les Afro-Américains. En l'absence de statistiques ethniques en France, les statistiques concernant cette maladie génétique sont utilisées par l'extrême droite,, par exemple par Éric Zemmour, comme une « preuve » de l'« invasion migratoire »,. Pour l'extrême droite sur Internet, la hausse du taux de dépistage de la drépanocytose, parfois qualifiée de « maladie de noirs », serait un indicateur de l'augmentation de la population immigrée en France.
D'après Éric Dupin, auteur d'une étude sur le mouvement identitaire, « en l'absence de statistiques ethniques, les données de ce dépistage donnent ainsi une bonne estimation de la proportion des naissances d'origine, au moins partiellement, extra-européenne ». En se basant sur les bilans de l'AFDPHE, il précise que 38,9 % des nourrissons ont été dépistés en 2015 contre 31,5 % en 2010. Selon lui, ce sont les chiffres des régions qui sont « les plus spectaculaires » puisque 73,4 % des nouveau-nés ont été dépistés en Île-de-France à la drépanocytose en 2015 contre 54,2 % en 2005.
En 2014, le quotidien Le Monde expliquait que les statistiques relatives au dépistage d'une maladie ne sauraient être confondues avec un recensement ethnique, dans la mesure où les critères de ciblage ne relèvent pas de l'appartenance ethnique mais bien de l'origine géographique, toutes ethnies confondues, et ce en remontant sur plusieurs générations, avec de surcroît tendance à être inclusif en cas de doute. En France, le dépistage de cette maladie chez les nourrissons, non systématique, est ainsi réalisé en fonction de l'origine géographique des parents,. Selon Valérie Gauthereau, directrice de la fédération parisienne de dépistage, dans la pratique, les maternités essaient de cibler les personnes d'origine maghrébine ou africaine selon des critères informels (faciès des parents, nom de famille…), mais en Île-de-France, « certaines maternités ciblent 100 % de la population, pour être certaines de ne pas rater un cas ». Même dans le cas où le dépistage est sélectif, des personnes originaires d'Italie du Sud ou de Grèce sont également testées. Le Monde estime que les chiffres utilisés par les tenants de la théorie confondent en réalité un dépistage médical par origine géographique et un recensement ethnique. Le Monde constate que les nourrissons dépistés ne sont pas forcément « d'origine étrangère », parce que dans les maternités d'outre-mer tous les nourrissons sont testés quelle que soit leur couleur de peau, que d'autre part des personnes non nées en France mais originaires d’Europe de l’Est ou du continent américain ne sont pas dépistées, et conclut que « le taux de nourrissons testés à la naissance ne peut donc pas être un indicateur de « l'immigration », comme il est présenté par les militants d'extrême droite ».
Des associations de malades et de médecins dénoncent quant à elles l'utilisation de ce dépistage ciblé et demandent une généralisation du dépistage « avec un argument qui va à l'encontre de la thèse « identitaire » : la maladie n'est plus aujourd'hui l'apanage de certaines ethnies, mais s'est « mondialisée » : au fil des ans et des métissages, les gènes se sont disséminés », ce qui a des conséquences graves pour les sujets non dépistés,. Le Monde rappelle également les chiffres de la natalité (79.3 % d'enfants issus de deux parents français en 2013) et démographique (un quart des Français ayant au moins un grand-parent immigré, le terme « population autochtone » n'a pas vraiment de sens), et conclut que « l'hystérie entretenue par l'extrême droite autour de la drépanocytose ne fait en effet que masquer le racisme des tenants de ces théories […] ce que cherchent à évoquer les militants identitaires ici, c'est bien la question de l'ethnie. Ce qui les préoccupe, ce sont les naissances non « blanches », qu'elles soient issues de personnes de nationalité française ou non, et que ces personnes soient intégrées ou non. […] Le cas des Antillais est ici emblématique : ces populations peuvent être « plus françaises » que des militants d'extrême droite issus, à la troisième ou à la quatrième génération, de l'immigration italienne, polonaise ou autre ».
D'après France Info, le « site extrémiste » Boulevard Voltaire « reconnaît que le dépistage de la drépanocytose permet uniquement d'avoir une idée du nombre de naissances d'enfants, Français ou non, descendants, sur une ou plusieurs générations, de populations originaires d'Europe du Sud, d'Outre-mer, d'Afrique ou d'Asie… Mais n'est en aucun cas un indicateur, pas même approximatif, de l'immigration en France ».

### Arguments des prénoms et culturel non significatifs

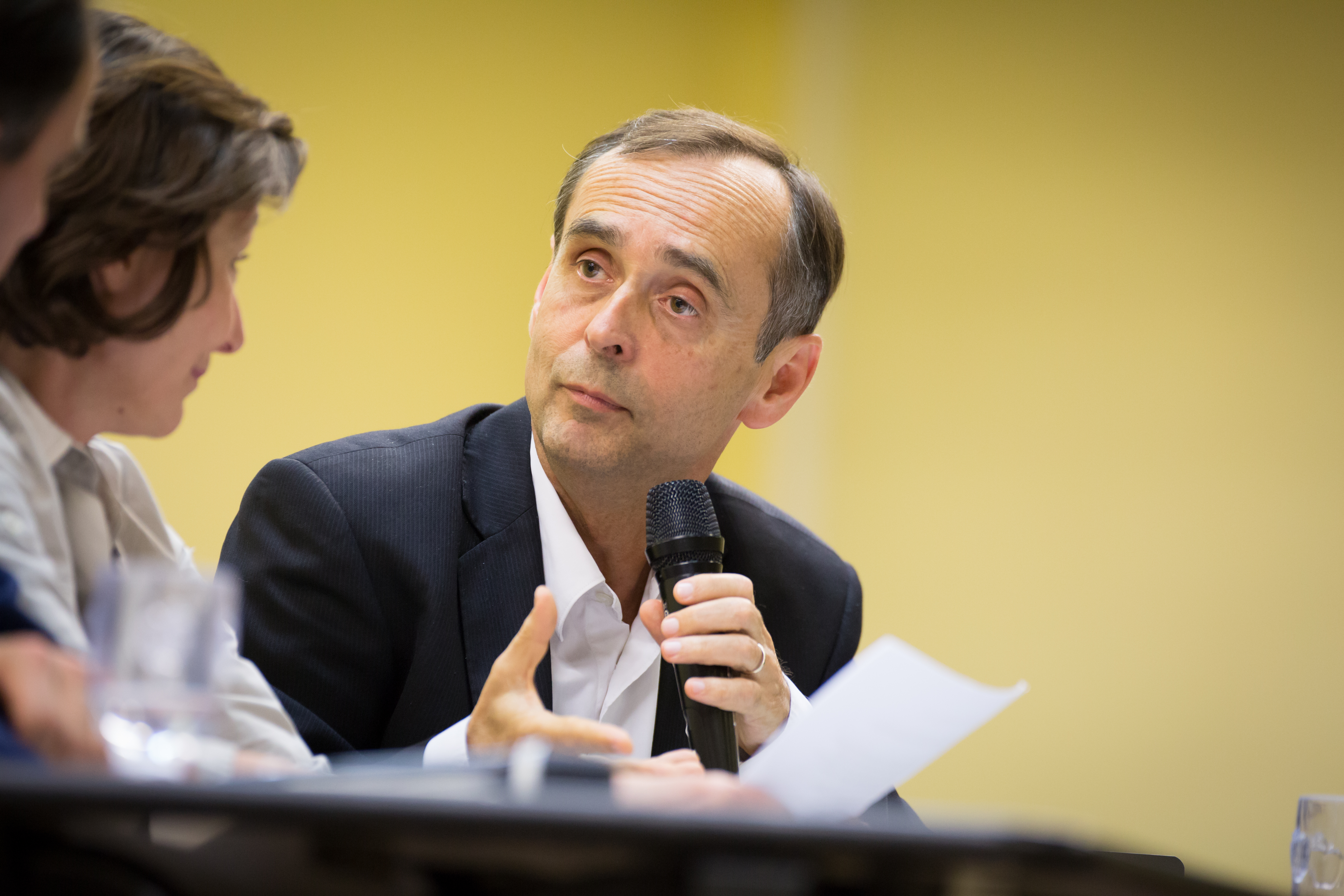
Robert Ménard, notamment opposé au grand remplacement culinaire.

Franck Guiot, du mouvement La Droite populaire, ancien élu connu pour son hostilité envers les Roms, met en avant des statistiques sur les prénoms pour faire référence au « grand remplacement » sur Twitter.
En 2015, le maire apparenté Front national de Béziers Robert Ménard s'oppose à l'installation de nouveaux restaurants kebab en parlant de « grand remplacement culinaire » pas dans « notre culture » ou « dans notre tradition judéo-chrétienne ». Le Monde montre dans une enquête que la cuisine française est encore représentée de manière très largement majoritaire dans les restaurants de Béziers.
En octobre 2014, les identitaires et la blogosphère d'extrême droite relaient le top 10 de 2014 des prénoms donnés aux bébés nés dans quelques grandes villes belges, voyant dans les prénoms à « consonance étrangère », « trop répandus à leur goût », une preuve du Grand remplacement. L'Express, qui parle de « fantasmes » et de « mauvaise foi », affirme que les chiffres exposés sont non significatifs, étant fondés sur des données statistiques incomplètes : l'étude de la totalité des 752 prénoms ne donne pas la même perspective, les communes ayant fourni les chiffres pour le top 10 sont non représentatives de l'ensemble de la Belgique, la durée de résidence en Belgique des parents des nouveau-nés n'est pas connue, ni leur nationalité.

## Utilisation et promotion de l'expression

### En politique

#### Renaud Camus

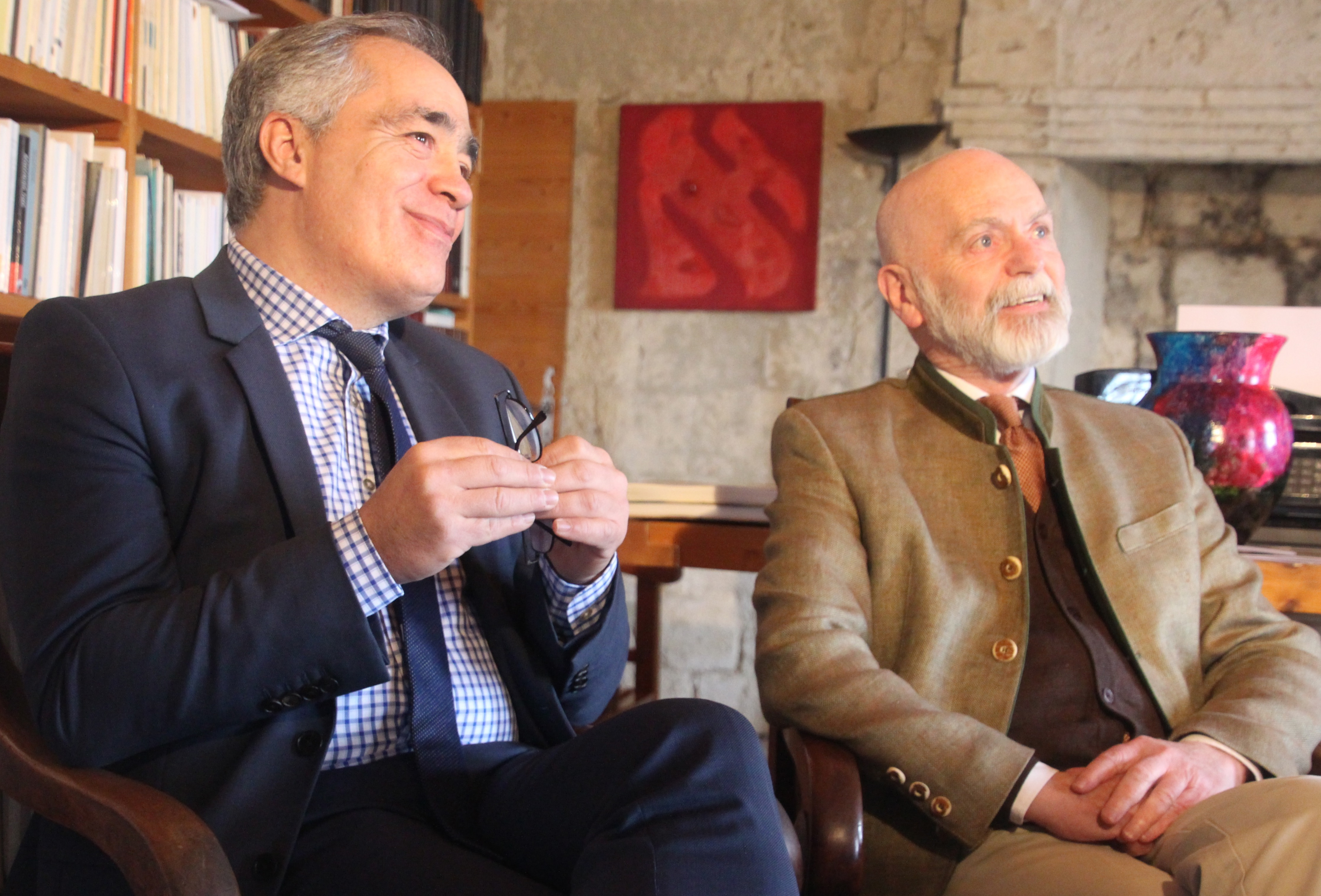
Renaud Camus (à droite) et Karim Ouchikh, président du SIEL (à gauche).

Renaud Camus est à l'initiative des deux premières utilisations directement politiques de la thèse du grand remplacement. D'abord au travers du Parti de l'in-nocence qu'il a fondé en 2002 : Camus définit le néologisme de « nocence » comme l'atteinte à la nature et à la qualité de vie, qui serait l'instrument du « grand remplacement » et à laquelle son parti tenterait de s'opposer. En 2010, le Parti de l'In-nocence organise les « prix de la Nocence », au cours desquels est remis le « prix national du Grand Remplacement » à Louis Schweitzer, alors président de la HALDE, pour avoir « contribué le plus obstinément et efficacement à la colonisation de la France et à la dissolution du caractère français de sa population historique ». La même année, le concept est introduit dans l'ouvrage L'Abécédaire de l'In-nocence, livre-programme du parti et de la candidature de Camus à l'élection présidentielle de 2012.
En 2015, Renaud Camus rejoint le parti Souveraineté, identité et libertés (SIEL), un parti satellite du Front national, un temps membre du Rassemblement bleu Marine.
Pour les élections européennes de 2019, Renaud Camus mène la liste « La Ligne claire » avec Karim Ouchikh. À cette occasion, les deux hommes résument ainsi leurs propositions : « L'Europe, il ne faut pas en sortir, il faut en sortir l'Afrique. Jamais une occupation n'a pris fin sans le départ de l'occupant. Jamais une colonisation ne s'est achevée sans le retrait des colonisateurs et des colons. La Ligne claire, […] c'est celle qui mène du ferme constat du grand remplacement […] à l'exigence de la remigration ». La remigration est donc le « point central » de leur « programme politique », et consiste à renvoyer « pacifiquement » les « extra-Européens » ou même les « descendants d'extra-Européens » refusant de se plier à leur « charte de la civilisation européenne ». Ils proposent la création d'un haut-commissariat à la Remigration. À ceux qui accepteront la remigration volontaire, ils proposent une pension à vie, ou une remise de peine. Parmi les autres propositions visant à contrer le grand remplacement figurent notamment l'arrêt immédiat de toute immigration, la dénonciation de la convention de 1951 relative au statut des réfugiés, la suppression du droit du sol, l'abrogation du regroupement familial, l'interdiction d'adopter des enfants extra-européens, la légalisation des statistiques ethniques, l'attribution exclusive des aides sociales aux nationaux et ressortissants européens, l'interdiction de construire de nouvelles mosquées, etc.,,. Après le retrait de Renaud Camus, à la suite de la publication d'une photo montrant une colistière agenouillée devant une croix gammée, la campagne électorale de La Ligne claire est maintenue,. Avec moins de 2 000 voix (0,01 % des suffrages exprimés), La Ligne claire n'obtient aucun siège et termine antépénultième des 34 listes en lice lors de ce scrutin européen,.

#### Divisions du Rassemblement national

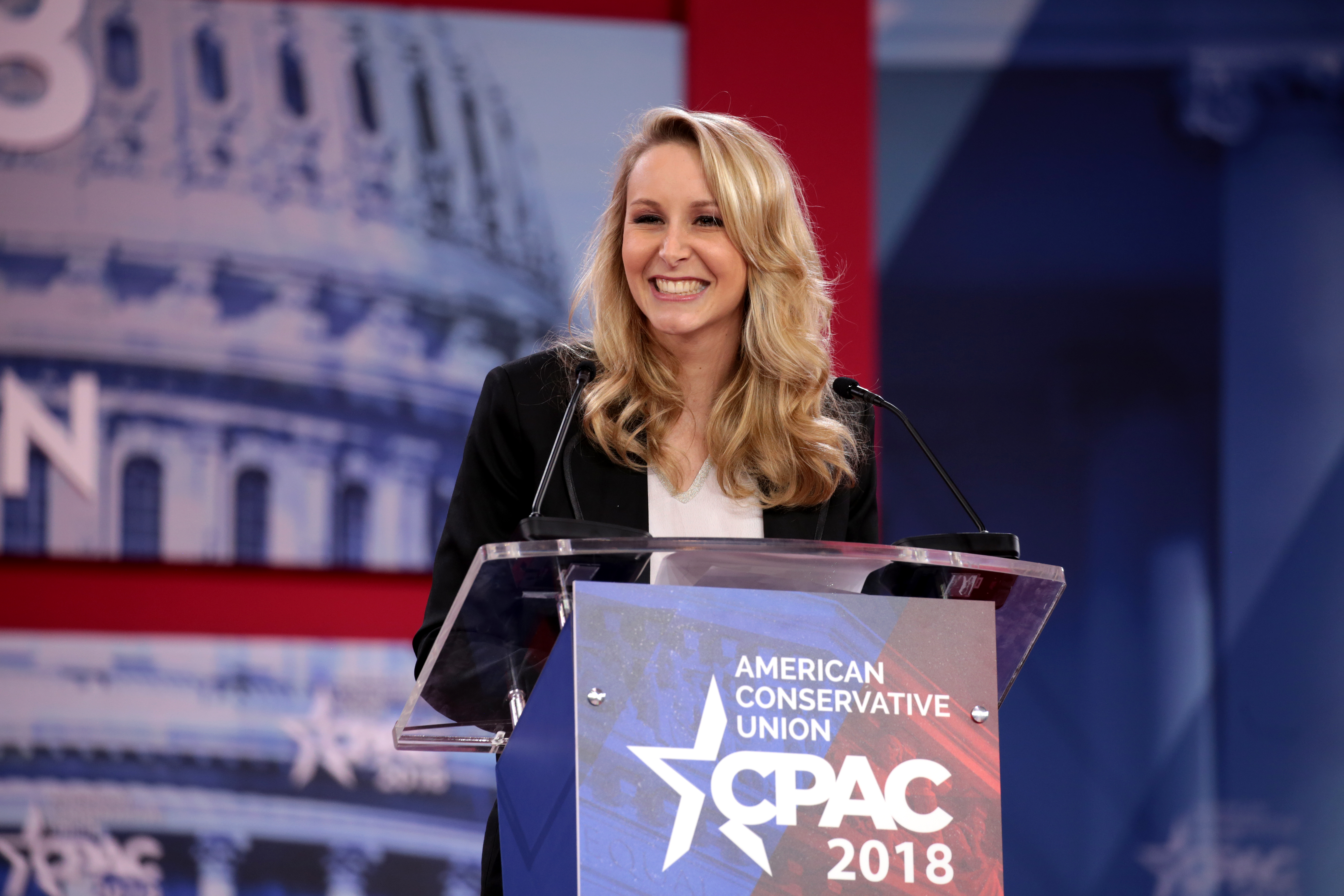
Marion Maréchal, qui déplore le remplacement continu d'une population par une autre.

Jean-Marie Le Pen, alors candidat aux élections européennes et président d'honneur du Front national, évoque lors d'un meeting en mai 2014 « une invasion migratoire » qui « risque de produire un véritable remplacement des populations » française et européenne par des non-européens en « grande partie » musulmans. Pour lui, ce n'est que « le début du commencement », ce que l'AFP rapproche alors de la thèse du grand remplacement, qui va à l'encontre de la ligne officielle du parti.
D'autres membres de ce parti parlent de « grand remplacement », comme Bruno Gollnisch, Aymeric Chauprade ou Marion Maréchal, qui affirme qu'« il y a aujourd'hui un effet de substitution sur certaines parties du territoire de ce qu'on appelle les Français de souche par une population nouvellement immigrée ». Au cours de la campagne des élections régionales de 2015, elle déclare déplorer « le remplacement continu d'une population par une autre, qui apporte avec elle sa culture, ses valeurs et sa religion ».
L'extrême droite française ne se rallie pas totalement à la vision de Camus, à l'instar de certains dirigeants du Front national. Florian Philippot estime que cette théorie est « confuse » et dangereuse, car elle suggère « une conception racialiste que nous ne partageons pas ». Pour Marine Le Pen, « le concept de grand remplacement suppose un plan établi. Je ne participe pas de cette vision complotiste ». Elle assure dans le même temps que « l’immigration peut bien avoir pour conséquence de faire changer la population des quartiers, des villes », ou condamne en 2011 une immigration « volontairement accélérée dans un processus fou, dont on se demande s'il n'a pas pour objectif le remplacement pur et simple de la population française ».
Pour Le Point, si Marine Le Pen réfute le grand remplacement, « c'est parce qu'elle ne souhaite pas laisser entendre que le FN serait adepte de la théorie du complot et qu'il pourrait partager une conception racialiste du monde. Elle préfère se concentrer sur la dénonciation du phénomène de « l'immigration massive » » par calcul électoral, au grand dam de certains membres du FN et de sa branche identitaire.

#### Autres mouvances de droite et d'extrême droite

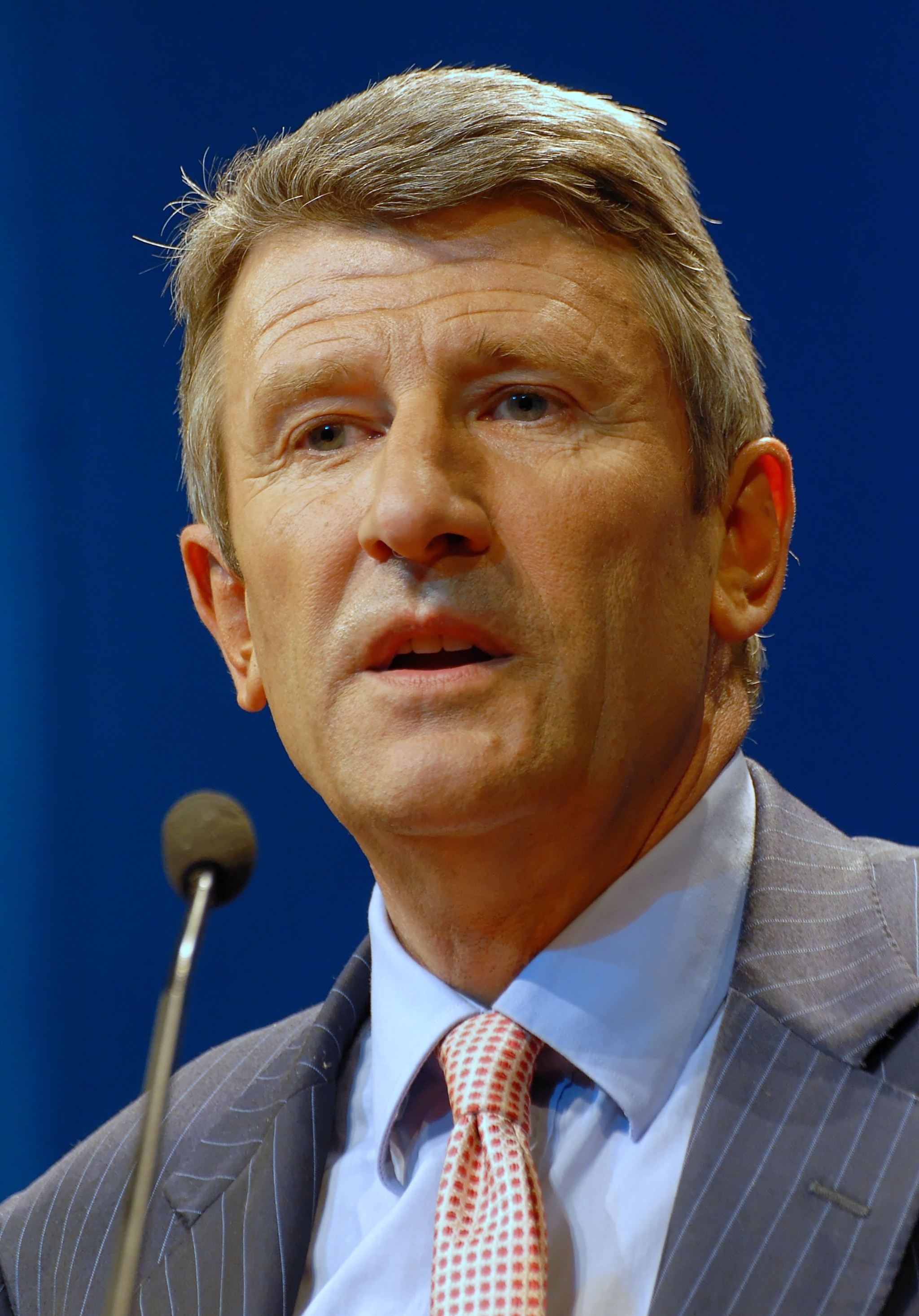
Pour Philippe de Villiers, ce que vit l'Occident est pire qu'une décadence : c'est à la fois une implosion et une invasion, avec le double remplacement progressif et indolore d'une population et d'une civilisation.

La mouvance identitaire se réclame de cette thèse, notamment le Bloc identitaire, qui prône la « remigration » des populations d'origine extra-européenne sur la terre de leurs ancêtres, ainsi que Laurent Ozon, fondateur du « Mouvement pour la remigration ». Le Bloc, qui tente notamment d'influencer le Front national sur le sujet, crée en novembre 2014 un « Observatoire du Grand Remplacement ». Philippe Vardon, cofondateur du Bloc identitaire, affirme notamment en réponse aux propos de Marine Le Pen que « le grand remplacement n'est ni un concept, ni un complot : c'est un constat ».
À plusieurs reprises en 2014 et 2015, le député Jacques Bompard, président du parti d'extrême droite de la Ligue du Sud, interpelle le gouvernement à l'Assemblée nationale au sujet du « grand remplacement ». En 2015, il dépose un projet de loi pour « lutter contre le grand remplacement », proposant de réformer les réglementations européennes relatives à l'immigration, avec un meilleur contrôle aux frontières de l'espace Schengen et la réduction des flux migratoires. En octobre 2015, le président du groupe Parti socialiste, Bruno Le Roux, réclame alors des sanctions contre Jacques Bompard.
Robert Ménard, maire élu avec le soutien du Front national, dans le cadre d'une contestation de la date de la fin de la guerre d'Algérie, fait une analogie historique entre la « colonisation de peuplement » menée par la France en Algérie et le grand remplacement. L'élection à Londres de Sadiq Khan, maire musulman, le 7 mai 2016, « symbolise [pour Robert Ménard] le grand remplacement en cours ».
Selon Le Monde, la théorie du grand remplacement devient de plus en plus populaire dans l'extrême droite, voire la droite, à partir de 2012,. D'après la doctorante Anaïs Voy-Gillis, cette théorie n'est pas uniquement présente dans les milieux identitaires et d'extrême droite partout en Europe, elle touche aussi une partie de la droite, qui craint de perdre une « identité », une « culture nationale ». Selon Libération, la théorie est de « mieux en mieux partagé[e] par l’extrême droite et une droite en voie de radicalisation ». Le Monde souligne que « les groupes identitaires l'exaltent, le Front national la reprend, la blogosphère d'extrême droite la soutient, des magazines comme Valeurs actuelles et Causeur la relaient ». De son côté, le polémiste Éric Zemmour parle de dissolution de l'« identité française ». Selon ce même journal, Charles Beigbeder, ancien secrétaire national de l'UMP, associe le « grand remplacement » à « l'inquiétude identitaire des marcheurs de La Manif pour tous ».
Jean-Yves Camus considère que Jean-Marie Le Pen, en parlant du « grand remplacement », « exprime quelque chose de central, partagé par beaucoup de militants ». Le Nouvel Observateur considère pour sa part que le « grand remplacement » « devient le cri de ralliement de la sphère identitaire. »
En 2017, pour Nicolas Dupont-Aignan, « cette crainte [du Grand remplacement] renvoie à une réalité ». Laurent Wauquiez, ténor des Républicains, alors en campagne pour la présidence du parti, considère en octobre, selon la retranscription donnée par L'Obs d'une interview donnée au Grand Jury de RTL, que le « grand remplacement », « c'est une réalité et qu'il suffit pour s'en convaincre de se rendre dans les 'quartiers perdus de la République' », citant Saint-Étienne et Firminy comme exemple ; ceci n'a pas été sans faire réagir les maires des communes concernées, Gaël Perdriau (LR) et Marc Petit (Front de Gauche) ; les proches de Laurent Wauquiez ne reprennent pas à leur compte le grand remplacement, mais reprennent le sujet des « quartiers perdus ».
Selon RTL, Nicolas Sarkozy « évoque la théorie sans la nommer », quand il affirme en 2016 que « la démographie fait l'Histoire, et non le contraire » et que « l'axe du monde » étant « clairement passé vers l'Afrique et l'Asie », « il nous faut réagir, ou on disparaîtra ».
Dans La France identitaire, Éric Dupin souligne qu'« au lieu de parler de « grand remplacement » comme Renaud Camus, de Benoist préfère l'expression de « grande transformation » sur le plan démographique, mais l'idée est assez voisine. « Qui a colonisé ne saurait s'étonner d'être envahi à son tour », fait-il d'ailleurs remarquer ».
Selon Jean-Yves Le Gallou, ancien cadre du Front national ayant repris le concept de « réinformation » autre concept d'extrême droite affirmant lutter contre le politiquement correct et la désinformation, « l'expression « grand remplacement » […] est entrée dans le vocabulaire courant grâce aux médias alternatifs », dont le but est de « donner des informations et des points de vue alternatifs face à [la] censure » du « politiquement correct », exercée par les « médias traditionnels ». Pour Le Gallou, également cofondateur de l'Institut Iliade, un organisme de formation de l'extrême droite qui publie par ailleurs du matériel de propagande, la promotion de ce mot s'inscrit dans une « bataille du vocabulaire » afin de faire progresser les positions identitaires : « Race blanche, Français de souche, grand remplacement et remigration sont les mots qu'il faut utiliser ».
En novembre 2021, Le Monde estime que la théorie bénéficie « d'un écho inégalé, de l'extrême droite à la droite la plus conservatrice », au moment où Eric Zemmour entend vouloir mettre « l'existence du peuple français » au centre du débat de la campagne pour l'élection présidentielle française de 2022.

### Dans l'Église catholique
Mgr Luc Ravel, archevêque de Strasbourg, accrédite la thèse du grand remplacement en dénonçant la « promotion » de l'avortement et en mettant en cause la fécondité des « croyants musulmans ». Pour Témoignage chrétien, le cardinal Robert Sarah reprend la théorie du grand remplacement quand il écrit : « Les statistiques montrent qu'il y aura dans un avenir très proche un grave déséquilibre culturel, religieux et démographique en Occident. Décadent, sans enfants, sans familles, l'Occident disparaîtra, noyé et éliminé par une population d'origine islamique. L'Occident a renié ses racines chrétiennes. Mais un arbre sans racines meurt ».

### Dans la culture
L'écrivain Jean Raspail est considéré comme le « prophète » du grand remplacement avec son roman Le Camp des saints (1973), dans lequel il raconte le débarquement d'un million d'immigrés clandestins sur les côtes françaises de Provence.

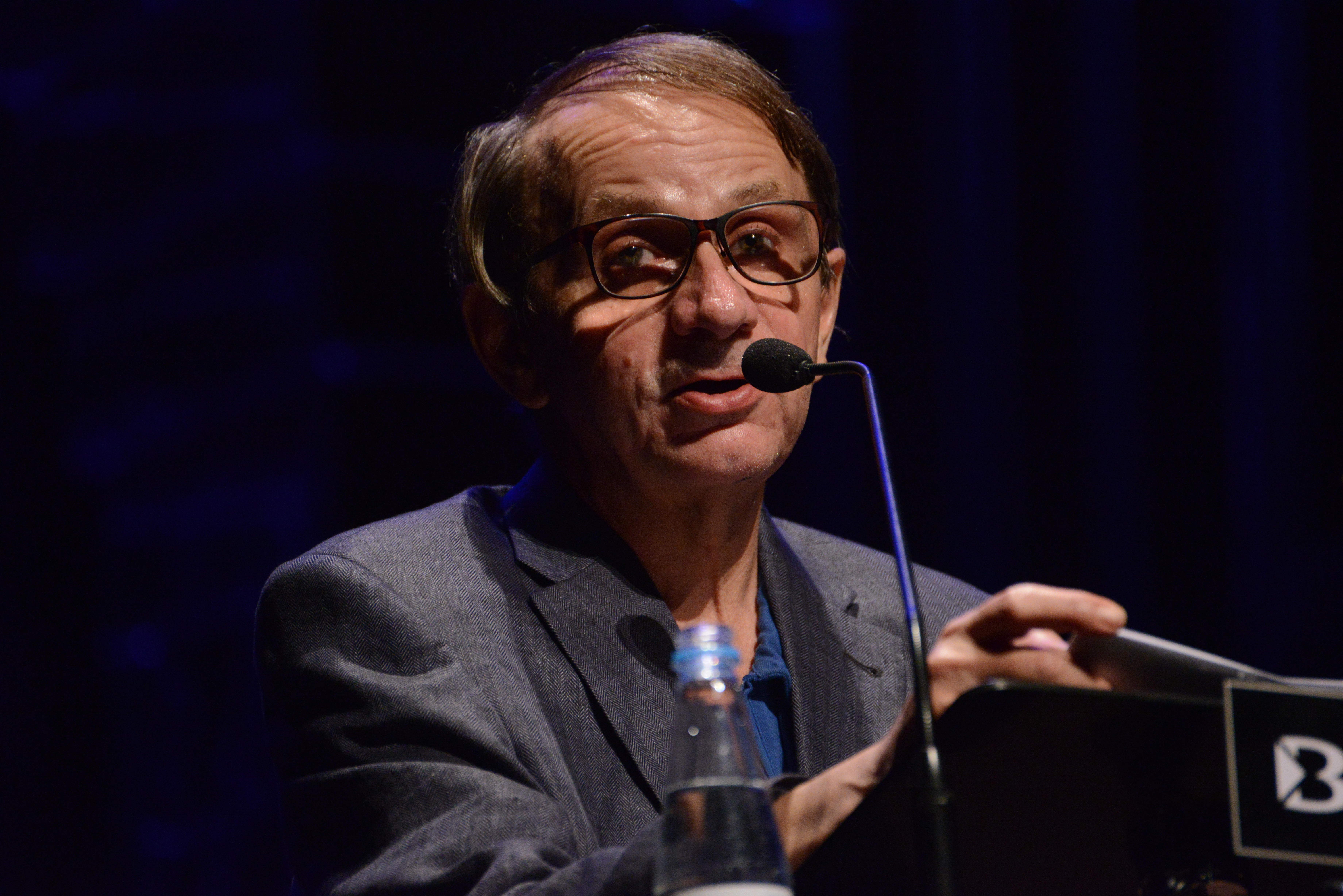
Michel Houellebecq, auteur de Soumission.

Dans un article du Monde, Jean Birnbaum fait le lien entre L'Identité malheureuse, ouvrage d'Alain Finkielkraut paru en 2013, et la thèse de Renaud Camus, parlant notamment de « la même obsession d'une double décadence : celle de « la Grande Déculturation » (par l'école) et celle du « Grand Remplacement » (par « l'immigration de peuplement ») ». Alain Finkielkraut dément et affirme qu'il ne reprend pas à son compte la formule de « grand remplacement », qu'il « trouve effrayante » et dont il ne veut « pas croire à la réalité ». Il déplore cependant que ce concept soit reproché à Renaud Camus alors qu'« il est permis aujourd'hui et peut-être bientôt obligatoire de glorifier » le phénomène supposé qu'il désigne. Ce rapprochement est repris en 2014 par Edwy Plenel dans son ouvrage Pour les musulmans, qualifiant Finkielkraut de « porte-parole autoproclamé des « Français de souche » contre la menace du « Grand remplacement » […] respectable caution de la plus ordinaire des vulgates racistes ». Selon le magazine Les Inrockuptibles, le philosophe Alain Finkielkraut soutient Renaud Camus et valide sa théorie du grand remplacement en affirmant qu'une « immigration de peuplement a succédé à une immigration de travail ». Ce phénomène intervient selon lui à la suite de la politique de regroupement familial appliquée à partir de 1976. À l'appui de sa thèse, il cite notamment Élisabeth Badinter, qui déclare qu'« une seconde société tente de s'imposer au sein de notre République, tournant le dos à celle-ci, visant explicitement le séparatisme, voire la sécession ».
À l'occasion de la sortie du roman Soumission, de Michel Houellebecq, L'Obs se demande si la théorie du grand remplacement « n'est pas en passe de devenir le nouveau gimmick littéraire de nos romanciers ». L'hebdomadaire voit en effet une référence implicite au grand remplacement dans ce roman, ainsi que dans Dawa de Julien Suaudeau et dans Événements de Jean Rolin. De même, pour BibliObs, Décadence (2017) de Michel Onfray « traverse au pas de charge deux mille ans de civilisation judéo-chrétienne pour raconter l'odyssée d'un Occident courant à sa perte. Et finalement s'abîme dans un cauchemar houellebecquien flirtant avec la théorie du grand remplacement ».
Le groupe de rock féminin d'extrême droite Les Brigandes sort en 2015 un album intitulé Le Grand Remplacement que le quotidien Midi libre décrit comme une compilation de « ritournelles engagées » qui a « rapidement séduit le milieu de l'ultra droite française, plutôt habitué des pogos sur fond de rock lourdingue et bien gras ».

### Dans les médias

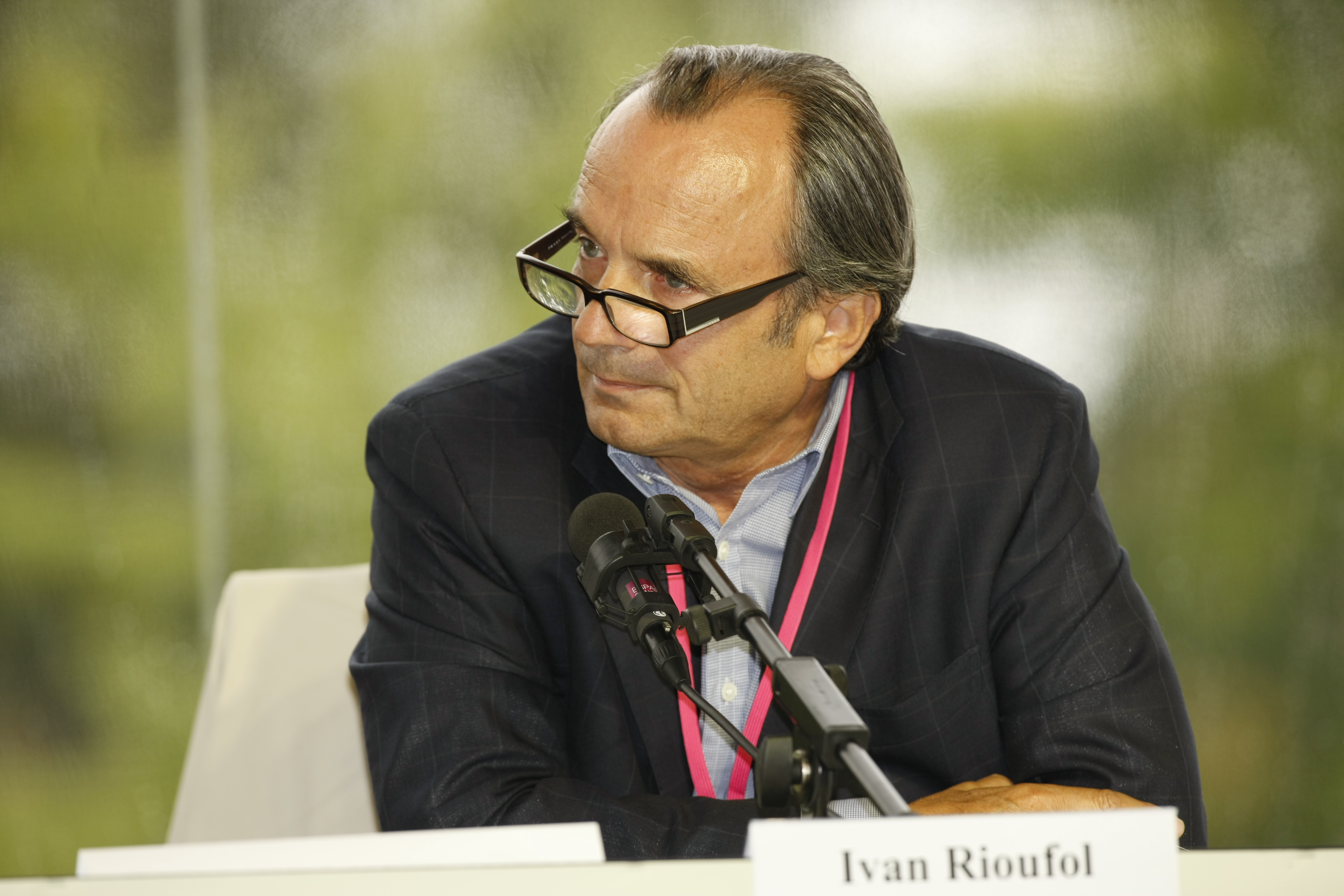
Ivan Rioufol, qui fait régulièrement référence au grand remplacement dans ses interventions publiques.

Des journalistes comme Éric Zemmour et Ivan Rioufol utilisent régulièrement le terme « grand remplacement » lors de leurs interventions médiatiques et sont critiqués pour cela. De même, le magazine Valeurs actuelles publie des articles allant dans le même sens que Camus,.
L'expression est également reprise par Mehdi Meklat, Badroudine Saïd Abdallah et le journaliste Mouloud Achour, qui écrivent dans le premier numéro de leur revue Téléramadan, paru en juin 2016 : « Nous sommes le Grand Remplacement. » La maison d'édition qu'ils créent ensemble, les « Éditions du Grand Remplacement », est baptisée ainsi « par provocation », selon le quotidien Le Monde, les auteurs souhaitant tourner en dérision l'expression, mais aussi la prendre à contre-pied,.
Selon Valérie Igounet et Rudy Reichstadt, « rapidement récupéré par l’extrême droite française », la théorie s'est principalement popularisée sur Internet, où elle a été diffusée par des sites « anti-islamisation » comme Riposte laïque, Fdesouche ou Boulevard Voltaire. L'Institute for Strategic Dialogue, organisation de lutte contre l'extrémisme et la polarisation, affirme en se basant sur des données récoltées sur les réseaux sociaux que les concepts de « grand remplacement » et de « remigration » se répandent sur le web. Sur une période de deux semaines au printemps 2019, le hashtag #remigration était présent dans 1 500 tweets en français, touchant 2,1 millions d'internautes.

### Dans la communauté juive
En mai 2017, Stéphanie Courouble Share, historienne, Valéry Rasplus, sociologue, et Jean Corcos, producteur à Judaïques FM, alertent sur les « théories » fumeuses de Renaud Camus, qui selon eux sont « diffusées au sein de la communauté juive sans provoquer de protestations ». Notamment, la blogosphère juive reprend la théorie du grand remplacement. Pour expliquer le phénomène, les auteurs affirment que les Français juifs ont subi une vague d'agressions à partir du début des années 2000, souvent par des jeunes d'origine immigrée, « sous prétexte d'importation du conflit israélo-palestinien ». Les auteurs estiment que la peur de l'islamisme radical est légitime après la série d'actes terroristes dont les Français juifs ont été victimes, et qu'il n'est pas étonnant qu'ils soient réceptifs aux discours des « activistes dont le fonds de commerce est la peur des musulmans ».

### Usages détournés
En 2018, pour le maire frontiste de Beaucaire, Julien Sanchez, sa ville assiste à un grand remplacement du porc par les menus de substitution dans les cantines scolaires.
Pour Daniel Schneidermann, en 2019, il existe un « autre grand remplacement » sur les chaînes d'info, celui « du journalisme par le ronronnement eugéniebastiesque ». Il estime en effet que le monde audiovisuel est « de plus en plus à droite » et cite aussi le cas d'Éric Zemmour, qu'il traite de « délinquant récidiviste » embauché par CNews.
La même année, une élue de Mayotte déclare au président Macron : « On subit le grand remplacement des Mahorais par les Comoriens. »
En 2025, Daniel Cohn-Bendit, évoquant toujours la situation migratoire à Mayotte, fait état d'un « grand remplacement de la population ». La formule reçoit des critiques d'une partie de la gauche.

## Attentats inspirés par la théorie

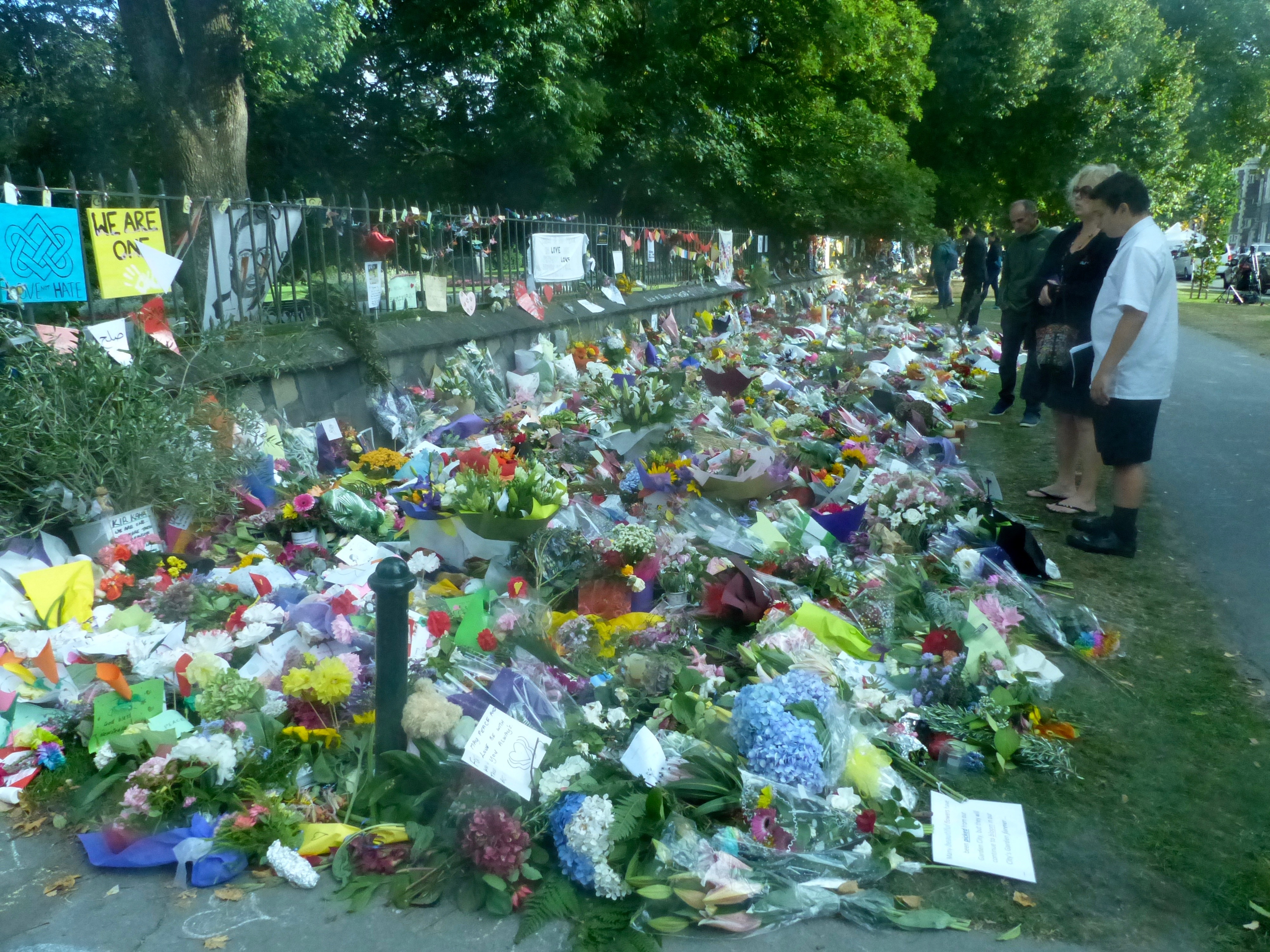
Mémorial de fleurs déposées en hommage aux victimes, en réaction aux attentats de Christchurch.

Le 15 mars 2019, Brenton Tarrant, auteur des attaques terroristes de Christchurch en Nouvelle-Zélande qui ont fait 50 morts et 50 blessés, met en ligne un manifeste intitulé The Great Replacement (Le Grand Remplacement). Ce document de revendication et de propagande détaille à plusieurs reprises « l'obsession de son auteur pour la fin de l’Europe et le prétendu « remplacement » de sa population par l'immigration » Il appelle également les Européens à attaquer toute personne issue de l'immigration.
Selon le spécialiste de l'extrême droite Nicolas Lebourg, le terroriste de Christchurch représente une partie de l'extrême droite « qui a une obsession : ils vivent la globalisation comme une orientalisation ». Pour lui, la notion de grand remplacement « est centrale puisqu'elle synthétise la pensée de ces extrémistes : la population orientale serait en train de se substituer à la population occidentale. Cette théorie débarrassée du complot juif a été introduite par l'écrivain français d'extrême droite Renaud Camus. Comme un publicitaire, il a trouvé une formule qui fait mouche ». Selon Le HuffPost, la théorie complotiste et islamophobe était l'« obsession du terroriste »,. Le journal Le Monde livre ainsi une analyse du manifeste du tueur, estimant que son discours « colle parfaitement, si l'on met de côté la violence, avec la théorie du « grand remplacement » mise au point il y a une dizaine d'années par Renaud Camus ». « Un supposé « constat » » démographique mais de fait raciste car fondé sur l'ethnie, la couleur de peau et contredit par les chiffres, et « un complot sans preuve » qui regroupe tous les ingrédients de la théorie du complot « grand plan global et secret, ourdi par des groupes mystérieux qu'on dote de pouvoirs immenses » et « une « élite remplaciste », « apatride » et « mondialisée », qui serait l'ennemie de la tradition et du peuple « de souche », des traits classiques des théories antisémites ». Le quotidien souligne également que « si l'écrivain ne cesse de rappeler qu'il est un partisan de la non-violence, il a quand même été condamné en 2014 pour provocation à la haine ou à la violence, après avoir présenté les musulmans comme des « voyous », des « soldats », « le bras armé de la conquête », ou encore des « colonisateurs » cherchant à rendre « la vie impossible aux indigènes » ». La justice a estimé que ces propos constituaient « une très violente stigmatisation des musulmans »,.
Renaud Camus condamne l'attentat et déclare que les attentats terroristes commis en France ont plus inspiré l'auteur que sa thèse. À la question de savoir s'il s'oppose à la façon dont son idée de « grand remplacement » a été interprétée par le grand public, y compris les politiciens d'extrême droite et leurs soutiens, il répond que « non, au contraire », et ajoute espérer que le désir d'une « contre-révolte » grandisse contre « la colonisation actuelle de l'Europe ».
Quelques minutes avant la fusillade d'El Paso, un manifeste a été publié sur Internet par le coupable. Il y évoque une « invasion mexicaine du Texas » ainsi que la théorie du grand remplacement, et déclare : « Globalement, je soutiens le tireur de Christchurch et son manifeste ». D'après Le Monde, « sa haine des Hispaniques se serait forgée après « avoir lu Le Grand Remplacement » ». Selon The Guardian, l'idée selon laquelle la supposée « race blanche » serait menacée de disparition fait partie désormais des « grands catalyseurs des violences extrémistes de masse ».
Le grand remplacement a aussi été une des théories racistes qui ont inspiré la fusillade de la synagogue de Poway en avril 2019, l'auteur citant également le manifeste du terroriste de Christchurch. La théorie était également colportée par les suprémacistes blancs lors de la manifestation « Unite the Right » à Charlottesville en 2017,. Sur les forums de l'extrême droite sur Internet, les extrémistes font eux-mêmes le lien entre les trois attaques, l'auteur de la fusillade de la mosquée de Bærum en Norvège en août 2019 déclarant que l'auteur des attentats de Christchurch était un « saint » et ceux des deux autres attentats ses « disciples »,.
L'attentat de Buffalo, qui a été commis le 14 mai 2022 et a fait 10 morts afro-américains, dont l'auteur se définit lui-même comme « un fasciste et un suprématiste blanc », a été motivé par la théorie du grand remplacement, « une idéologie commune à l'extrême droite » d'après l'analyse de la BBC. Selon Berta Barbet de Politikon, « c'est une réaction des Blancs qui ont le sentiment que le monde évolue dans une direction qui ne leur profite pas » et que « ces groupes, qui ont tendance à être des hommes blancs, généralement peu éduqués, se sont sentis négligés par la politique et pensent qu'on accorde plus d'attention aux problèmes des autres qu'aux leurs ». Pour Dominic Casciani, correspondant aux affaires intérieures de la BBC, « c'est dans ces groupes que les croyants en ce type de théorie, loin des faits et des sources d'information fiables, partagent de fausses nouvelles et renforcent leurs propres peurs ».

## Mentions du grand remplacement hors de France

### Allemagne
En mai 2018, Alice Weidel, présidente du groupe parlementaire d'extrême droite Alternative pour l'Allemagne, parle dans un discours au Bundestag « (d')une augmentation de la population par des criminels immigrants avec des identités multiples » et d'une « stratégie de remplacement générationnel au moyen d'une immigration non régulée » et accuse le gouvernement de vouloir « sélectionner et assembler la population eux-mêmes », ce qui est interprété comme un référence à la théorie conspirationniste du grand remplacement,.

### Royaume-Uni
En Grande-Bretagne, le journaliste David Goodhart évoque un « changement de visage de l'Occident » devenant un péril pour le « rêve britannique ». Les universitaires Richard Alba et Nancy Foner (en) parlent, eux, de « remplacement » et évoquent la possibilité d'un péril dans le cas d'une défaite de la lutte contre la ségrégation. Pour ces derniers, en Grande-Bretagne comme dans les cinq autres pays de leur étude, il en va aussi d’un « changement de visage de l’Occident »,.

### États-Unis

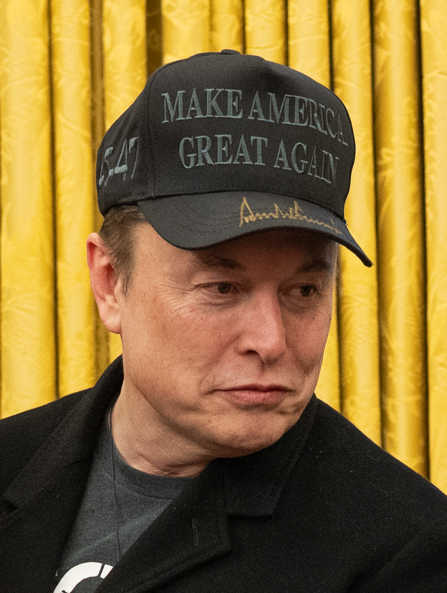
Elon Musk reprend la théorie du grand remplacement aux États-Unis.

Selon Tristan Mendès France, le terme « great remplacement » est devenu populaire aussi aux États-Unis après 2010 sur les réseaux de l'alt-right. Il y est devenu un mème sur internet, diffusé par des militants d'extrême droite. D'après Rudy Reichstadt, le thème de la substitution était depuis longtemps déjà présent dans « la frange la plus extrême de la droite américaine », mais sous l'expression « génocide blanc ». Selon lui, « c'est une vieille peur identitaire ». Tucker Carlson, présentateur de FoxNews, est, selon Conspiracy Watch, un promoteur de cette théorie complotiste.
Aux États-Unis, la thèse se nourrit du « sentiment de déclassement des ouvriers blancs », ce qui a aidé Donald Trump qui utilise dans ses discours la peur des immigrés latino-américains. L'extrême droite américaine à sa propre version complotiste du grand remplacement : « les Mexicains s'organiseraient pour reprendre démographiquement le territoire conquis par les États-Unis en 1848 ». Aux États-Unis, en Australie, en Afrique du Sud, l'équivalent de la théorie du grand remplacement se nomme le « génocide blanc ». L'idée d'un « génocide blanc » peut aller plus loin que celle du « grand remplacement », notamment en Afrique du Sud, où les suprématistes blancs affirment qu'au delà d'un remplacement par le biais d'un différentiel de fécondité et de l'immigration, les blancs seraient littéralement tués dans les pays ayant une majorité noire,.
Selon le professeur Thomas Dodman, « certains [Républicains] sont des théoriciens du grand remplacement qui, aux États-Unis, à la différence de l’Europe, prétend que la population blanche risque d’être remplacée davantage par les juifs que par les musulmans... ».
En 2023 Elon Musk soutient la théorie du grand remplacement en Europe,. En 2025, devenu dirigeant de facto du Département de l'Efficacité gouvernementale du gouvernement de Donald Trump, il soutient la théorie du grand remplacement aux États-Unis, reprenant la théorie conspirationniste que les démocrates font venir le plus d'immigrés possible afin de prendre le pouvoir de manière perpétuelle, oubliant que seuls les citoyens américains peuvent voter aux élections fédérales et que les immigrés illégaux n'ont pas d'accès direct à la citoyenneté.

### Belgique
En Belgique, le grand remplacement, en néerlandais omvolking, est mentionné par Tom Van Grieken du Vlaams Belang,. Le président Tunisien Kaïs Saïed, tient, en février 2023, des propos sur l'immigration sub-saharienne en Tunisie, présentée comme un complot visant à changer la composition du pays. Le journal Le Monde y voit « une rhétorique proche de la théorie du grand remplacement ».

## Opinion publique

### En France
En décembre 2017, l'Ifop réalise pour la Fondation Jean-Jaurès et Conspiracy Watch une enquête sur le complotisme, destinée à « estimer la pénétration du complotisme dans la société et approcher plus finement le profil de ceux qui y adhèrent ». Parmi les affirmations soumises aux sondés pour mesurer l'adhésion à différentes théories du complot, l'une d'elles porte sur l'immigration, présentée comme « un projet politique de remplacement d'une civilisation par une autre organisé délibérément par nos élites politiques, intellectuelles et médiatiques et auquel il convient de mettre fin en renvoyant ces populations d'où elles viennent ». Cette affirmation recueille l'adhésion de 48 % des personnes interrogées (31 % « plutôt d'accord » et 17 % « tout à fait d'accord »). Parmi ces 17 %, l'étude montre une surreprésentation des plus de 65 ans (24 % contre 9 % chez les 18-24 ans) et des sympathisants du Front national (41 %). L'étude montre également que plus le nombre de théories complotistes auxquelles adhère une personne est élevé, plus elle adhère à la théorie « remplaciste » (32 % d'adhésion forte chez « les complotistes les plus endurcis »),. La formulation résumait la théorie du grand remplacement « dans son acception la plus ouvertement conspirationniste : débarrassée de toute ambiguïté quant à sa dimension intentionnelle, elle désigne clairement des responsables ainsi que la solution – radicale – envisagée pour l'endiguer, la « remigration » ».
En mars 2019, analysant l'attentat de Christchurch, l'historienne Valérie Igounet estime que « le concept de « grand remplacement » tend à se banaliser dans une partie de l'opinion publique » après d'abord avoir été relayé par l'extrême droite sur Internet et/ou des sites complotistes, puis par des personnalités politiques d'extrême droite comme Marion Maréchal ou Robert Ménard.
Selon un sondage mené en décembre 2018, 46 % des Français qui se définissent comme « Gilets jaunes » adhèrent à la théorie du grand remplacement (« l'immigration est organisée délibérément par nos élites pour aboutir au remplacement de la population européenne »), contre 25 % des Français.
Dans une enquête d'opinion Harris Interactive réalisée en octobre 2021, à la question de savoir si un grand remplacement (défini comme « la menace d'extinction des populations européennes, blanches et chrétiennes à la suite de l'immigration musulmane, provenant du Maghreb et d'Afrique noire ») va se produire en France, 61 % des personnes interrogées considèrent qu'il va se produire, tandis que 39 % pensent le contraire ; 67 % se déclarent inquiets à l'idée que ce phénomène se produise, tandis que 33 % ne le sont pas,.

### Aux États-Unis
Des membres de l'Institute for Strategic Dialogue font le constat que le terme Grand remplacement se banalise, après avoir analysé les techniques de marketing viral utilisées sur Twitter depuis 2014 pour lancer les idées de « grand remplacement » et de « remigration ». Ils relèvent que Donald Trump, qui avait retweeté les propos d'une militante influente de la théorie du « grand remplacement », traitait les migrants d'envahisseurs quelques heures après l'attentat de Christchurch, faisant ainsi écho aux revendications du terroriste.
Selon CNN, la théorie du grand remplacement « est restée relativement marginale [aux États-Unis] jusqu'en 2014 ». Cette année là, des membres du Gamergate ont commencé à se mêler avec des néonazis sur 4chan et 8chan, résultant en « une vague massive de jeunes gens qui sont entré en contact avec ce qui avait été le vieux monde du nationalisme blanc ».

### En Autriche
De son côté, le vice-chancelier autrichien Heinz-Christian Strache disait vouloir « poursuivre le combat contre le grand remplacement » au lendemain de la fusillade de la synagogue de Poway.